# Cattedrale di Amiens
La cattedrale Notre-Dame di Amiens è il principale luogo di culto cattolico della città francese di Amiens, in Alta-Francia.
La cattedrale, con i suoi oltre 7 000 m² di superficie, è la più vasta delle cattedrali francesi. La sua struttura e soprattutto il suo apparato scultoreo costituiscono un tutto armonico, fedele ai canoni del gotico classico definiti a Chartres, ma anche rivoluzionario per la sua concezione basata sulla grandiosità. Nel 1854 è stata insignita del titolo di Basilica minore. Dal 1862 è monumento storico di Francia e dal 1981 è iscritta nell'elenco dei Patrimoni mondiali dell'umanità dell'UNESCO.

## Storia

### Il vescovo di Fouilloy

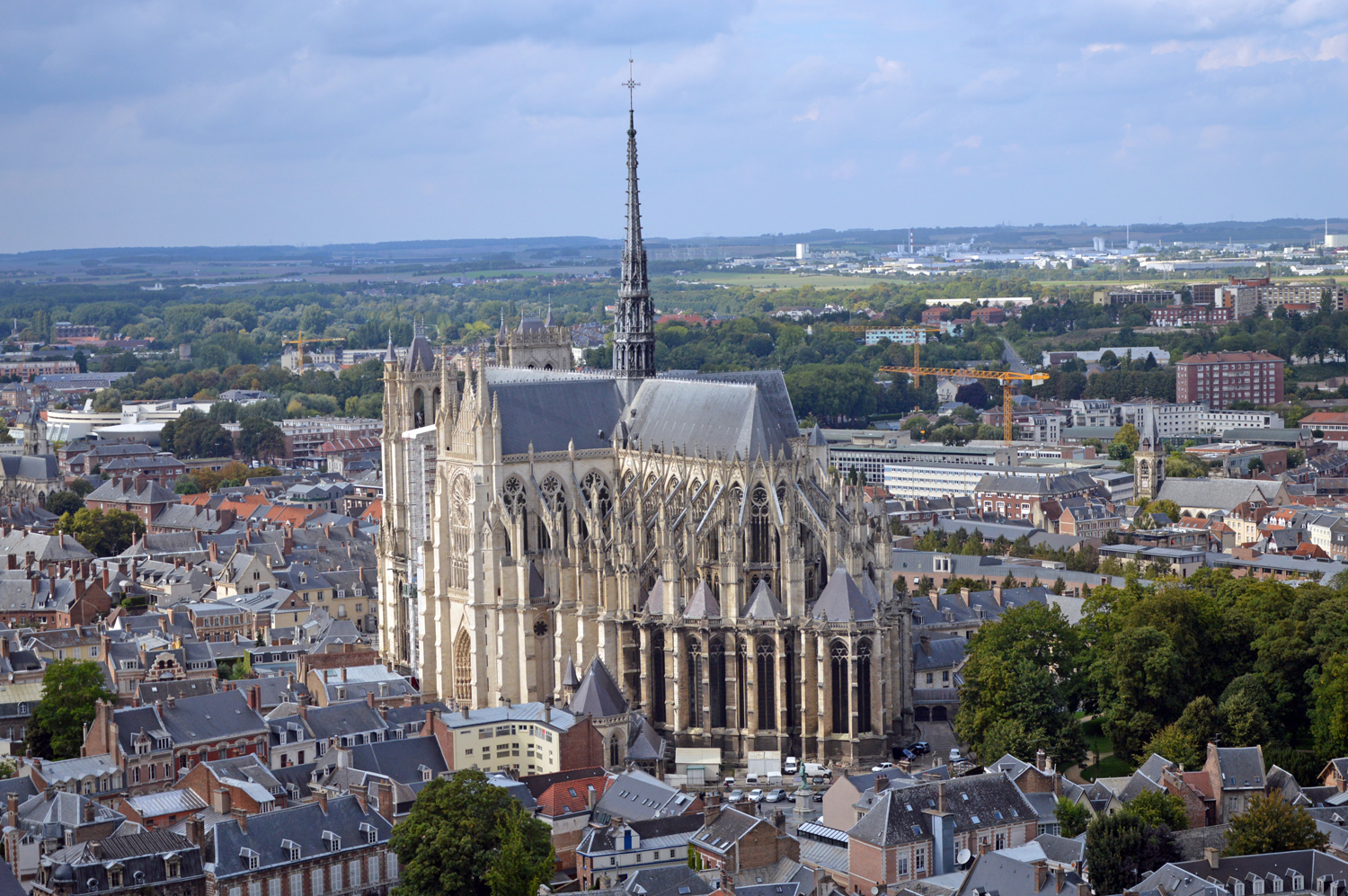
Veduta aerea della Cattedrale.

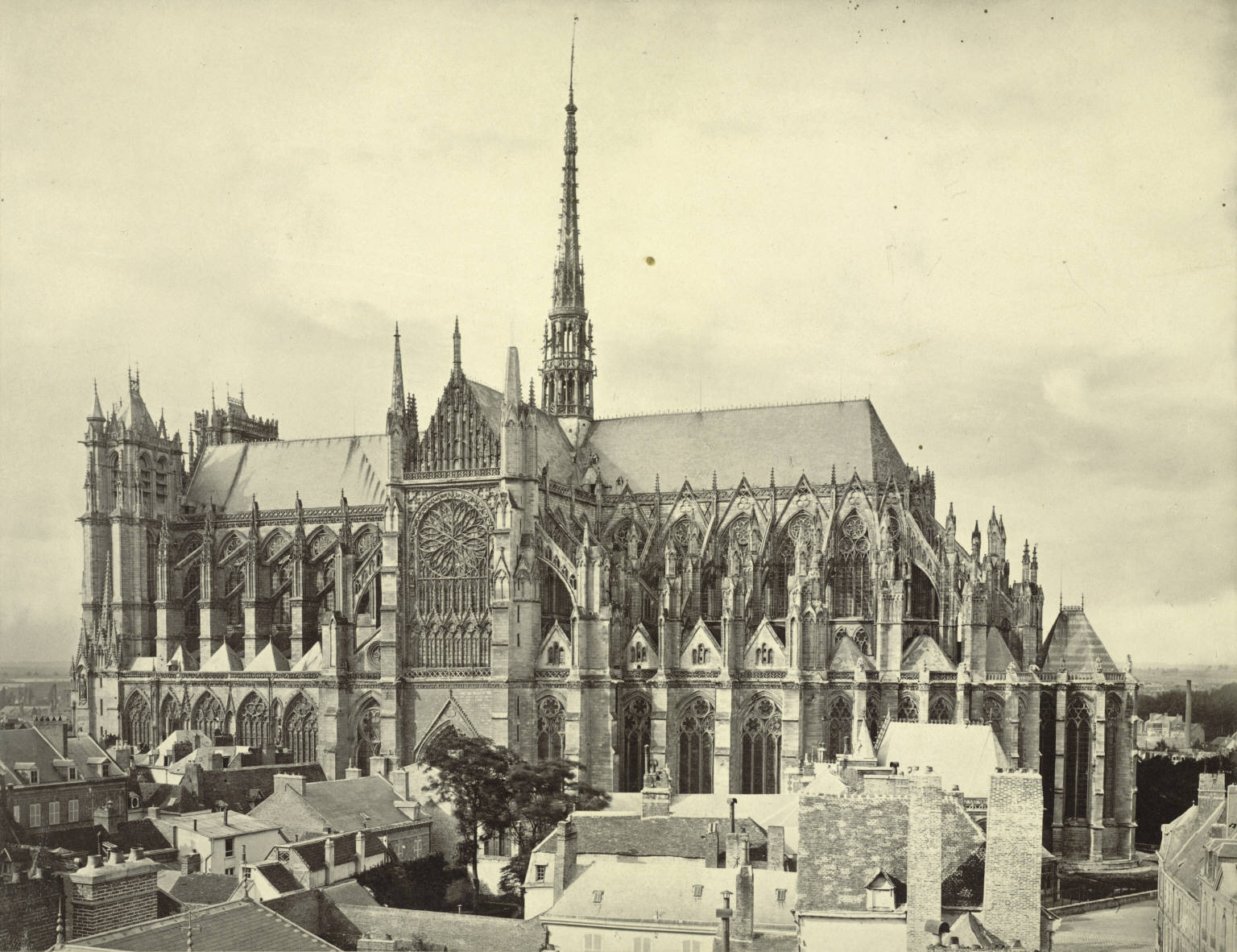
La cattedrale in una fotografia della seconda metà dell'ottocento

La lapide sepolcrale del vescovo Évrard de Fouilloy, nella cattedrale di Amiens, non lascia dubbi sull'identità di colui che volle la costruzione della chiesa, in quanto porta scritto: "Fondamenta hujus basilica locavit. Anno 1220". Infatti, fu proprio lui a porre la prima pietra di questo tempio nel quale sarebbe stato poi seppellito sotto una magnifica tomba in bronzo, in cui è effigiato con volto sereno, ma energico.
Il vescovo Évrard de Fouilloy fu certamente un uomo di carattere, capace di intraprendere un'opera di tali dimensioni in un'epoca nella quale non erano state ancora pienamente sperimentate le possibilità del gotico e senza essere certo di riuscire a far pagare ai ricchi lanaioli di Amiens tutta la mole d'oro necessaria per portarla a termine.

### San Firmino vescovo e martire

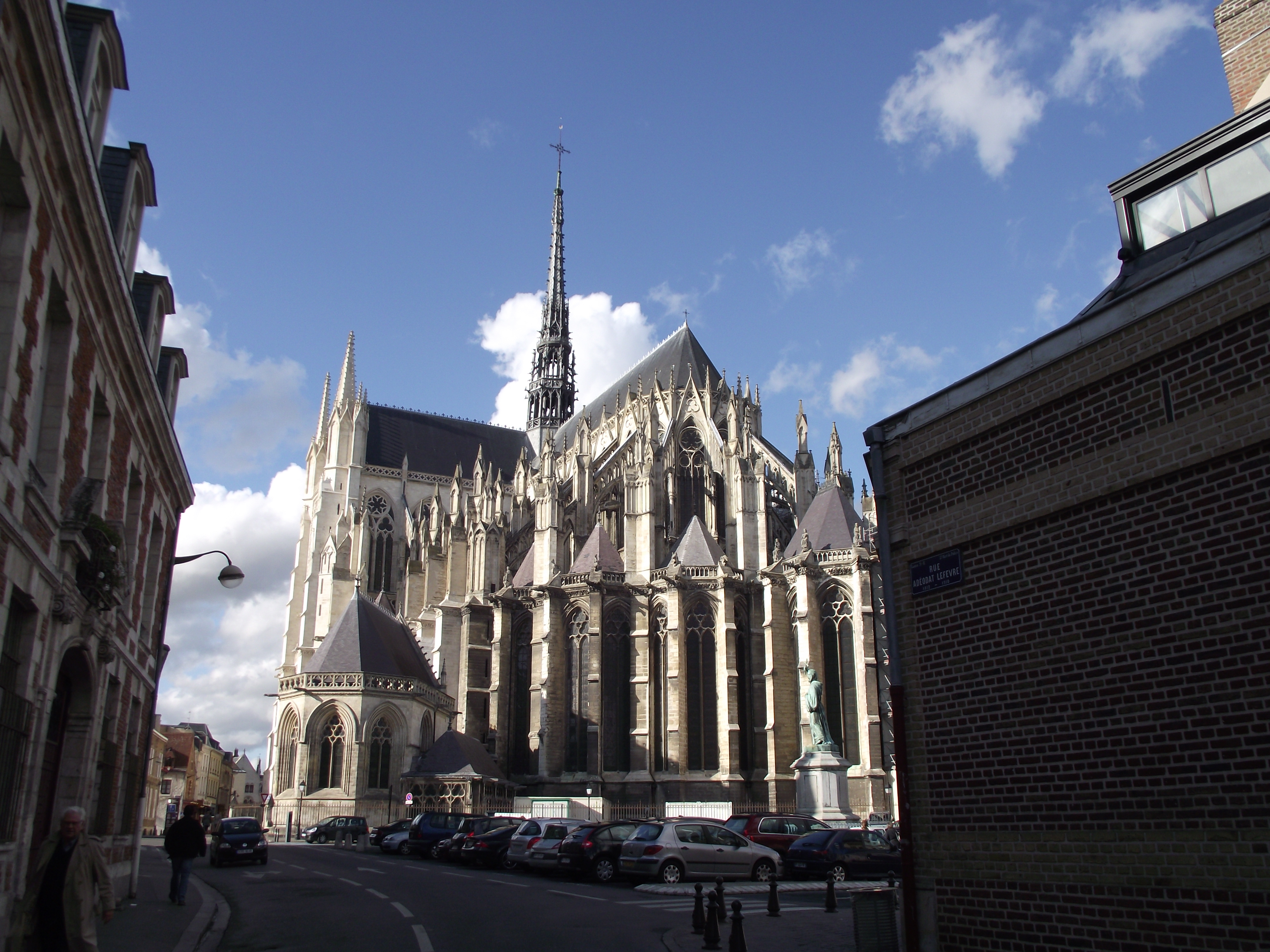
veduta della parte absidale con la guglia

La Piccardia è una bella regione rurale situata a nord della valle della Senna, tra la costa atlantica e la frontiera belga. Il suo capoluogo, Amiens, ha un buon porto fluviale sulla Somme e una posizione strategica sulla rotta che collega Parigi a Calais. Così, se in certe occasioni ha dovuto fare da scudo alla capitale, ha potuto comunque beneficiare di un attivo commercio, per cui il bilancio, a giudicare dalla prosperità di cui la città ha sempre goduto, è stato positivo. Ad Amiens c'è ancora una fiorente industria tessile, che già nel Medioevo produceva una varietà di lana molto pregiata, tinta di azzurro mediante una pianta che abbonda nella regione, la Isatis tinctoria.
Agli inizi del XIII secolo, in questa città di lanaioli e mercanti arricchiti, devota al martire pamplonese San Firmino che nel IV secolo ne era stato vescovo, e a cui era consacrata la prima cattedrale romanica, arrivò, in qualità di vescovo, l'aristocratico Évrard de Fouilloy, che aveva legami di parentela con l'alta nobiltà ed era determinato a fare della sua sede una delle più illustri di Francia. Com'era fin troppo usuale all'epoca, un incendio avvenuto nel 1218 distrusse la cattedrale stile gotico consacrata nel 1152 sotto la protezione della Madonna, sorta sulla preesistente chiesa romanica di San Firmino.
A partire da allora, il gotico si era molto evoluto, per cui il vescovo Fouilloy era già in grado di intraprendere la costruzione di un'opera molto più ambiziosa: la più grande, la più bella mai costruita fino a quel momento. Risulta evidente che un'opera simile richiedeva un cospicuo investimento. Vennero fatte le consuete raccolte di denaro, portando di paese in paese la collezione di reliquie della cattedrale, ma la maggior parte dei fondi furono devoluti dai borghesi della città, fieri di poter vantare un così splendido monumento.

### Gli architetti della Cattedrale

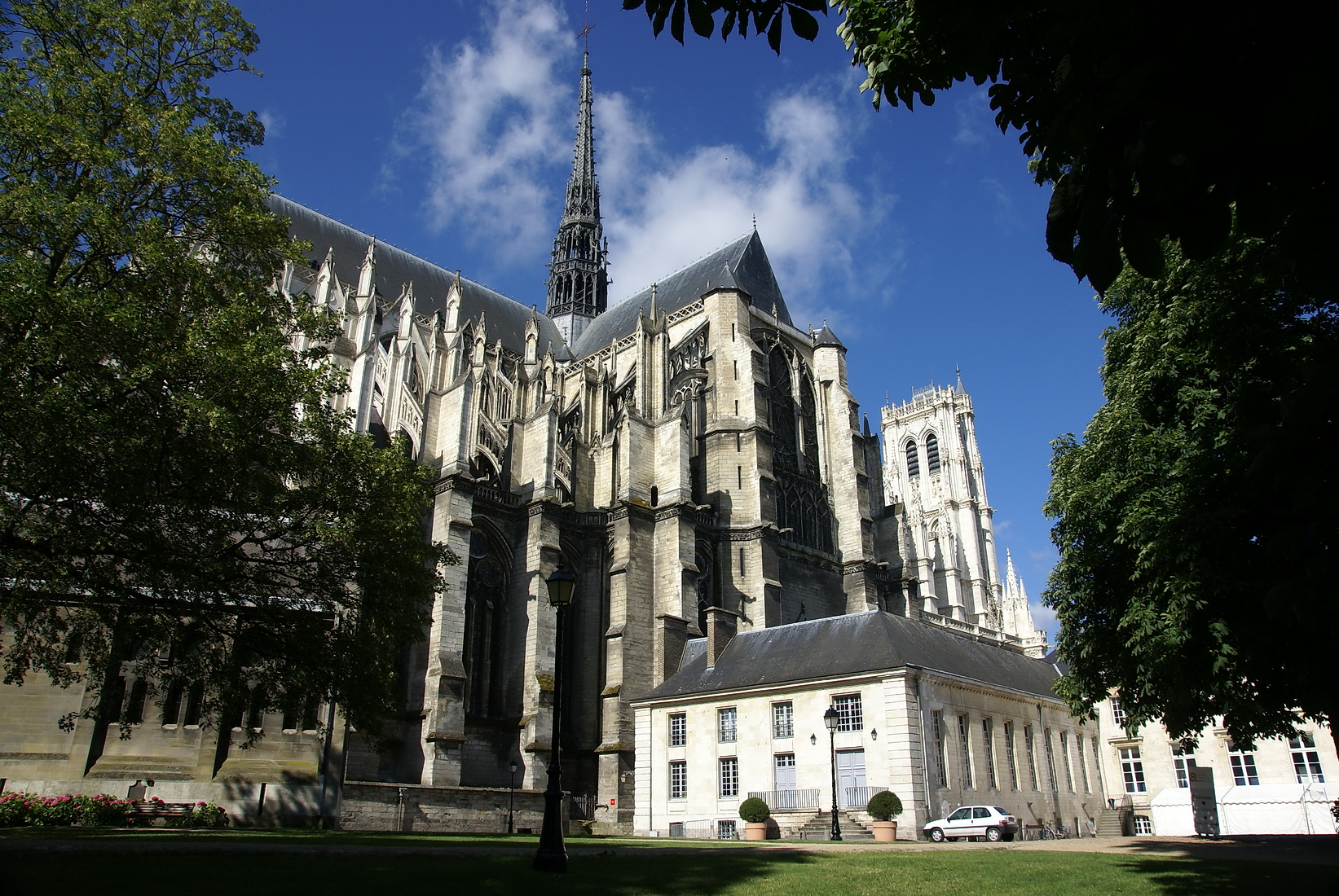
il poderoso fianco settentrionale

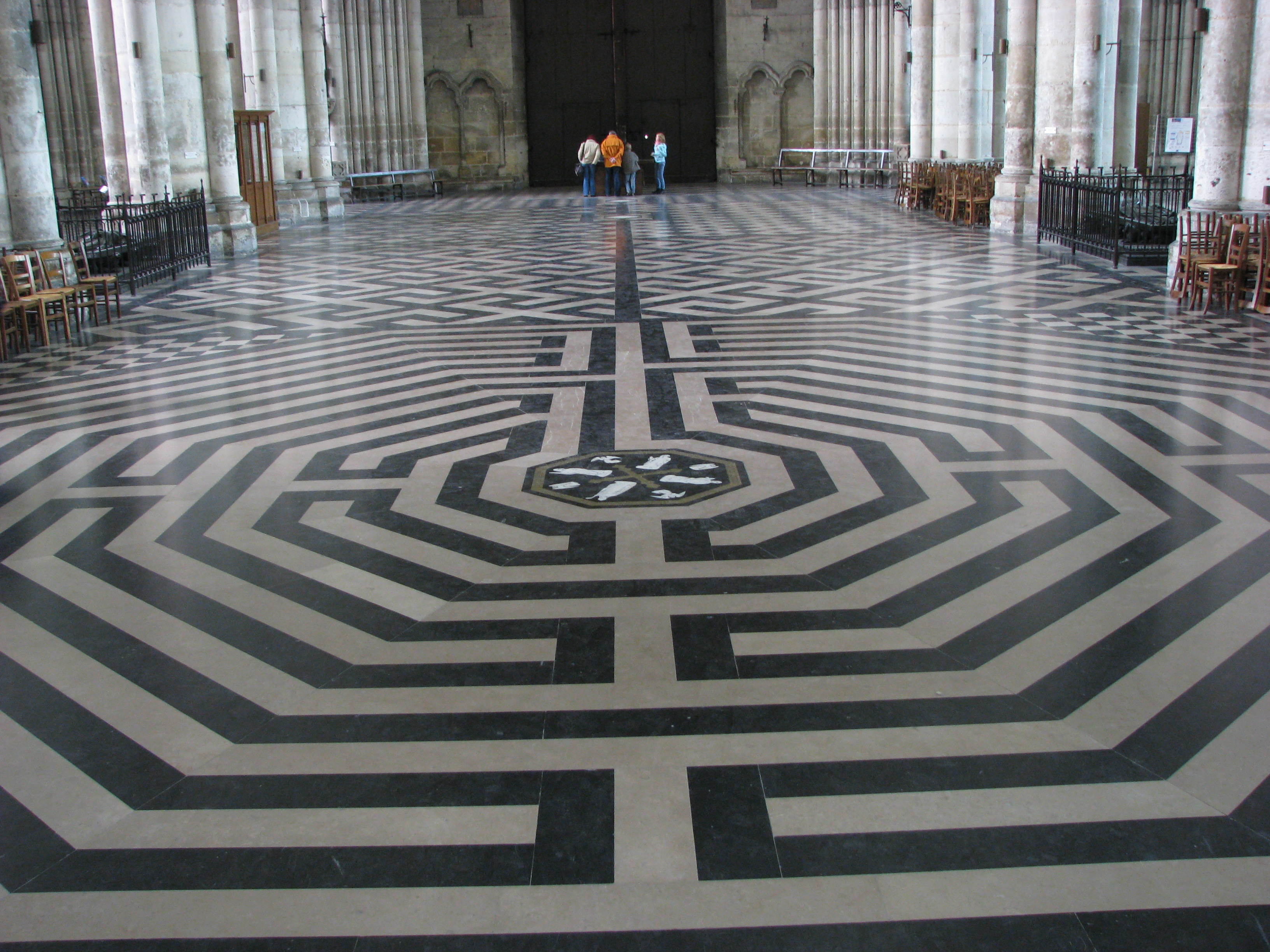
il Labirinto di Amiens

Come indicato sulla lapide sepolcrale del vescovo, i lavori furono iniziati nel 1220. Incaricato del progetto fu il canonico Robert de Luzarches. Il suo nome appariva, assieme a quello di Thomas de Cormont e del figlio Regnault de Cormont, suoi successori nella direzione dei lavori, in un'iscrizione situata al centro del labirinto costruito nella navata centrale, simile a quelli di Reims e Chartres. Qualcuno ebbe l'avvertenza di copiare questo testo prima che fosse smantellato. Nel 1288, data a cui risale l'iscrizione, la cattedrale, a parte alcuni lavori secondari, era praticamente terminata.
Contrariamente alla consuetudine, i lavori furono iniziati dalla parte frontale, di modo che la facciata fu la prima a essere conclusa, nel 1236. Dopo alcuni anni in cui i lavori procedettero a ritmo lento, la costruzione riprese con celerità: nel 1247 il braccio settentrionale del transetto era terminato, nel 1258 le cappelle dell'abside e, nel 1269, la volta dell'incrocio del transetto. Infine, nel 1279 fu finalmente possibile procedere alla traslazione delle reliquie di San Firmino. Durante questo periodo, il progetto originale di Luzarches subì alcune modifiche significative. La facciata fu arricchita di un ciclo scultoreo più imponente del previsto; fu aumentata l'altezza delle volte, che raggiunse i 42,30 metri, superando qualsiasi altra cattedrale francese, salvo quella di Beauvais, che, però, pagò tanta audacia con il suo prematuro crollo.
Questa altezza smisurata, che rese obbligatorio l'uso di doppi archi rampanti di sostegno, è in armonia con la pianta di dimensioni eccezionali: 133,50 metri di lunghezza e 65,25 metri di larghezza sul transetto. Il modello segue i canoni stabiliti a Chartres, con tre navate sia nella parte frontale che nel transetto, e un'ampia abside divisa in quattro settori. Il deambulatorio, doppio ai lati ma semplice nel tratto curvo, immette in sette cappelle radiali. All'interno, le pareti sono suddivise verticalmente in tre livelli, archi, trifore e finestre, con la particolarità che la parte di sfondo del triforio, generalmente chiusa, qui adotta la struttura a vetrata.

### La Bibbia di pietra

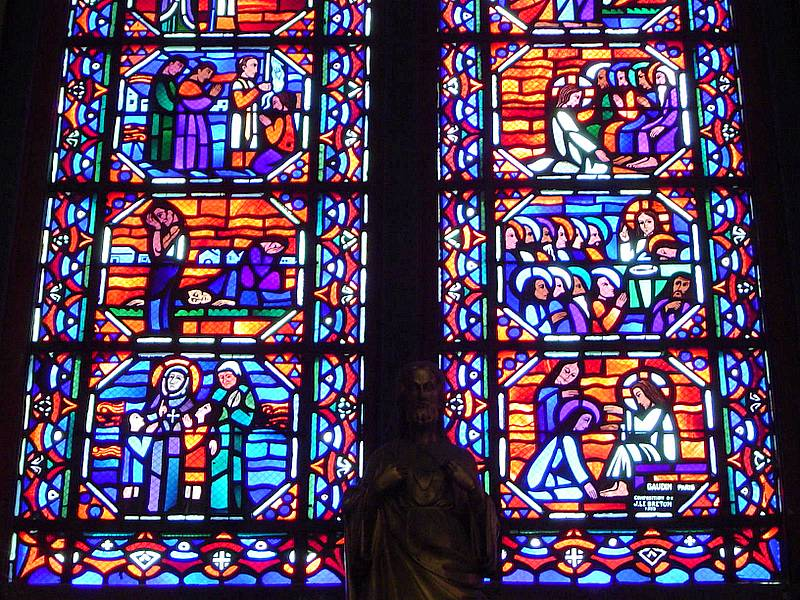
Particolare di una vetrata con scene della vita di Gesù

Nel corso della storia la cattedrale di Amiens è stata più fortunata di molte delle chiese coeve. Quando, durante la Rivoluzione francese, fu ordinata la distruzione di tutte le immagini di re e di santi, le autorità locali riuscirono a proteggere quelle della cattedrale. Più tardi, il tempio scampò ai bombardamenti delle due guerre mondiali, per cui il suo ricco patrimonio scultoreo è arrivato fino ai nostri giorni praticamente intatto, benché in parte modificato dai mediocri restauri del XIX secolo.
A questo ciclo è stato dato il nome di "Bibbia di Amiens", data la completezza delle rappresentazioni iconografiche, che comprendono quasi tutti gli episodi dell'Antico e del Nuovo Testamento.
La maggior parte delle sculture, che risale al XIII secolo, inaugura uno stile che si diffonderà oltre le frontiere francesi: basti pensare alla cattedrale di Burgos in Spagna. Com'è stato detto, questa scuola nacque forse in funzione di una richiesta crescente di opere, che indusse gli artisti e gli artigiani a cercare forme sempre più stilizzate e uniformi, in modo da permettere la produzione in serie. Il risultato sono figure molto accademiche, dalle linee eleganti e di grande bellezza, però fredde e distanti.

## Descrizione

### Le facciate

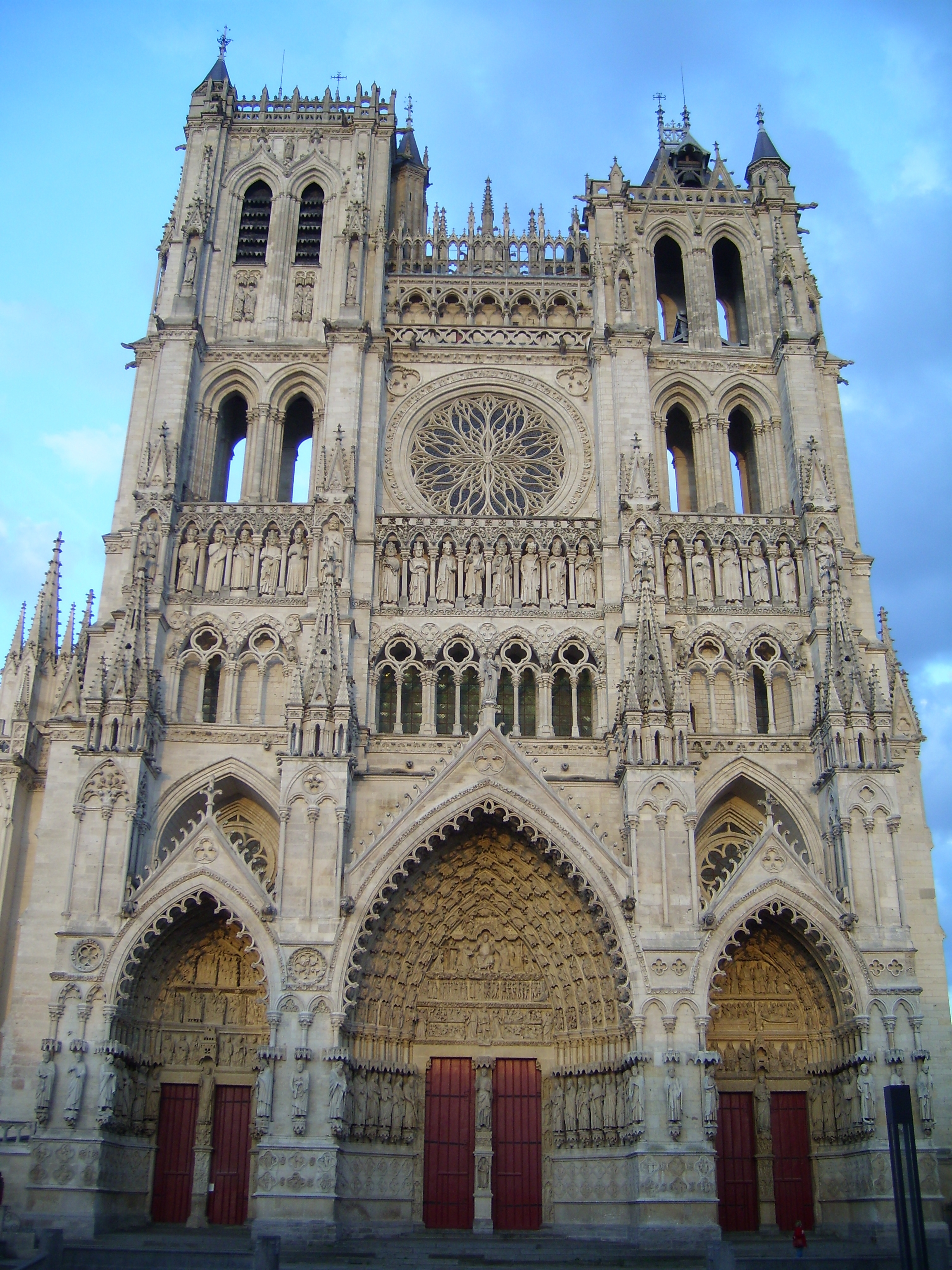
La facciata

La facciata della cattedrale è rivolta verso ovest. Essa è fiancheggiata da due torri campanarie; queste ultime, aggiunte nei secoli XIV e XV, sono di altezza differente, con quella di sinistra che è più alta rispetto a quella di destra, ma entrambe sono divise in due ordini, ognuno dei quali presenta, sulle quattro facciate, una bifora. Le 6 campane sono ospitate: le 4 piccole nella torre di destra e le 2 grandi nella torre di sinistra.
Nella parte inferiore della facciata, in corrispondenza con la navata principale e con quelle laterali, si aprono tre portali strombati con ghimberga. L'iconografia dei portali segue il modello di Notre Dame di Parigi. Sul pilastro del portale centrale appare la famosa statua di Cristo in atteggiamento maestoso, popolarmente conosciuta come Beau Dieu, e nel timpano la scena del Giudizio universale. II portale destro descrive la vita di Maria, mentre quello sinistro è dedicato a san Firmino e a storie del santo. La statua più popolare tra tutte è la Vierge Dorée, situata nel portale sul fianco meridionale che si apre alla testata del transetto, opera della fine del XIII secolo.
Dotata di una vivacità di cui sono prive le ieratiche e solenni madonne della facciata, dalle quali si distacca cronologicamente, la statua della Vierge Dorée risponde appieno alla tendenza gotica di umanizzare la figura di Maria, accentuandone il carattere materno.
Al di sopra dei portali, si trovano due gallerie, la superiore costituita da statue dei re di Giudea e Israele, tema consueto nelle cattedrali di questo periodo, e il magnifico rosone che supera gli undici metri di diametro.

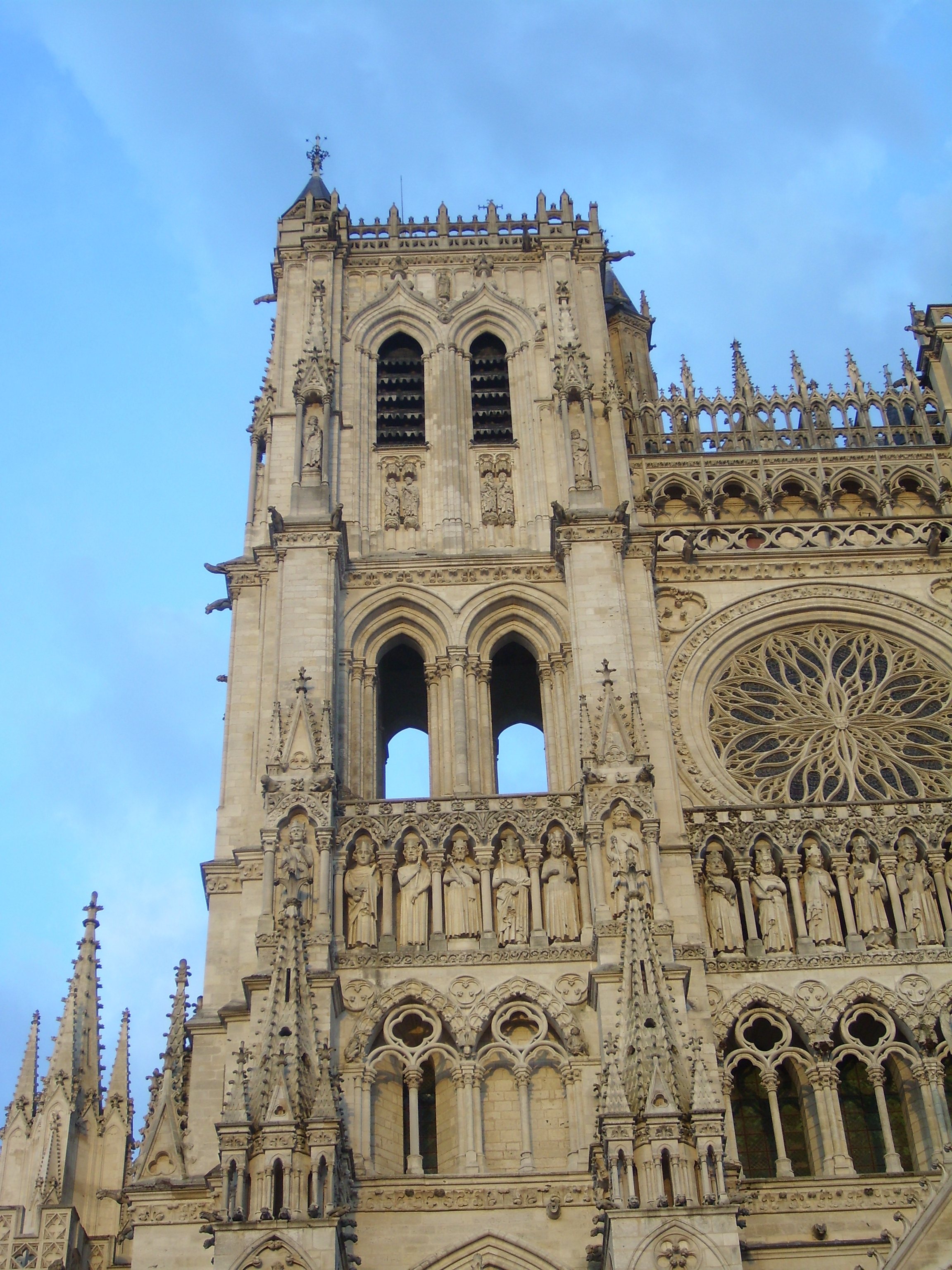
Il campanile di sinistra
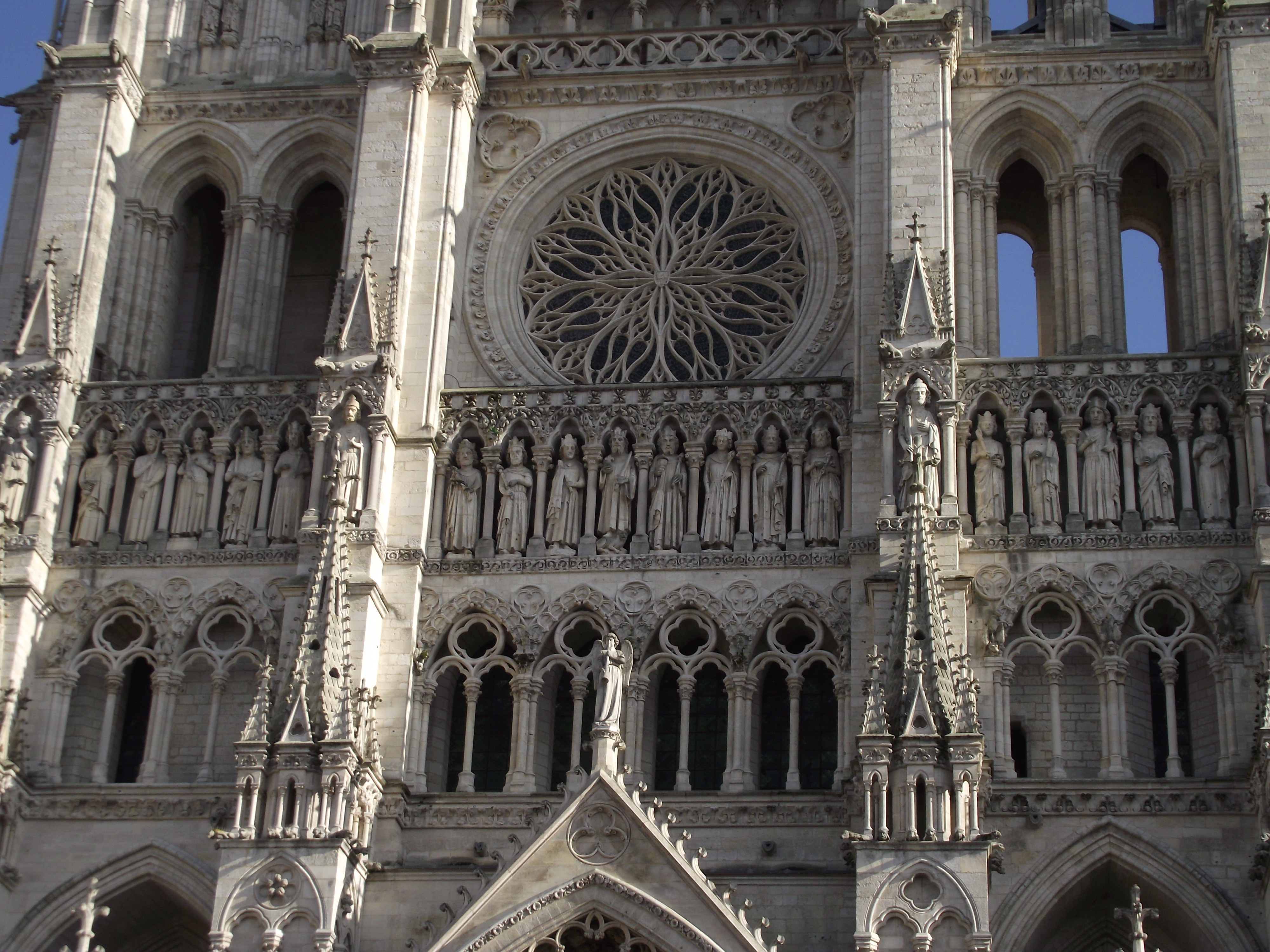
La parte centrale col rosone e la galleria dei Re
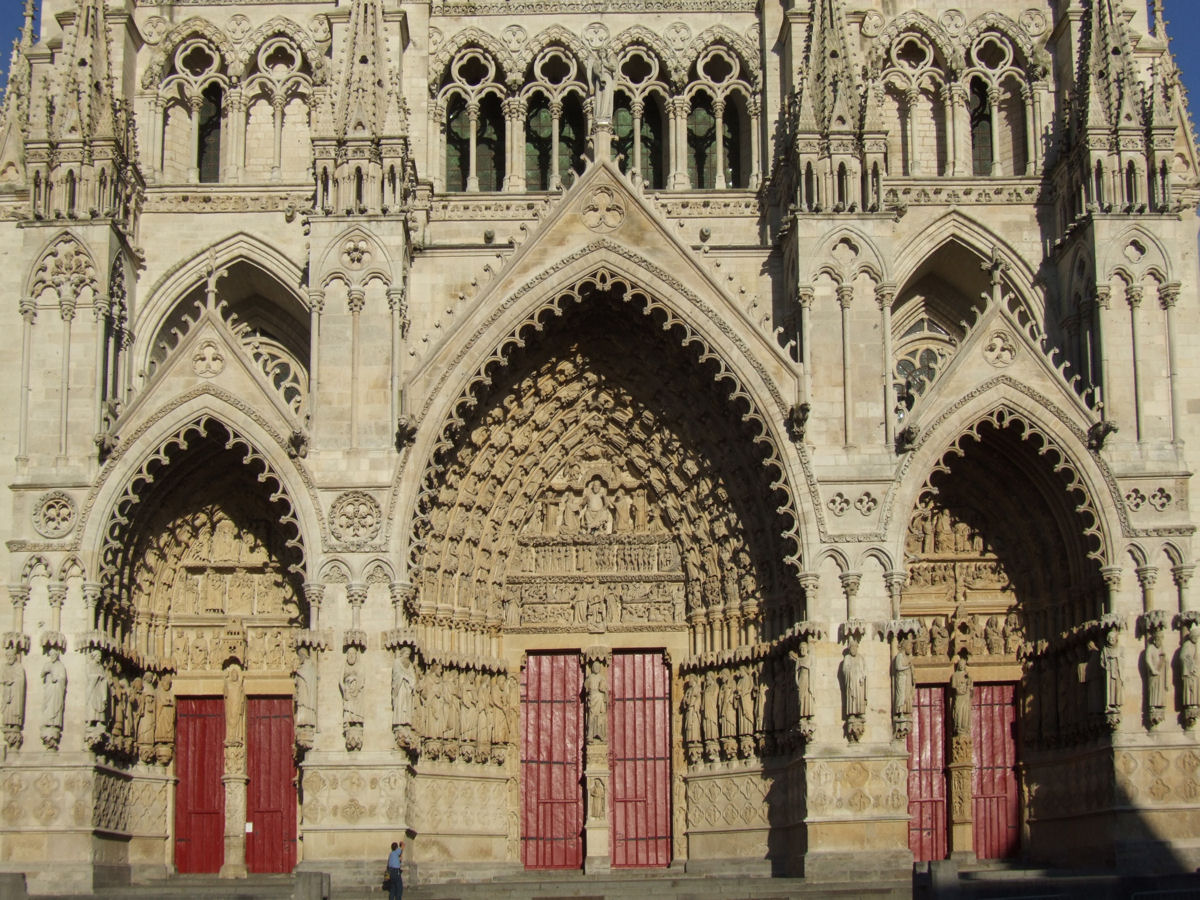
I portali
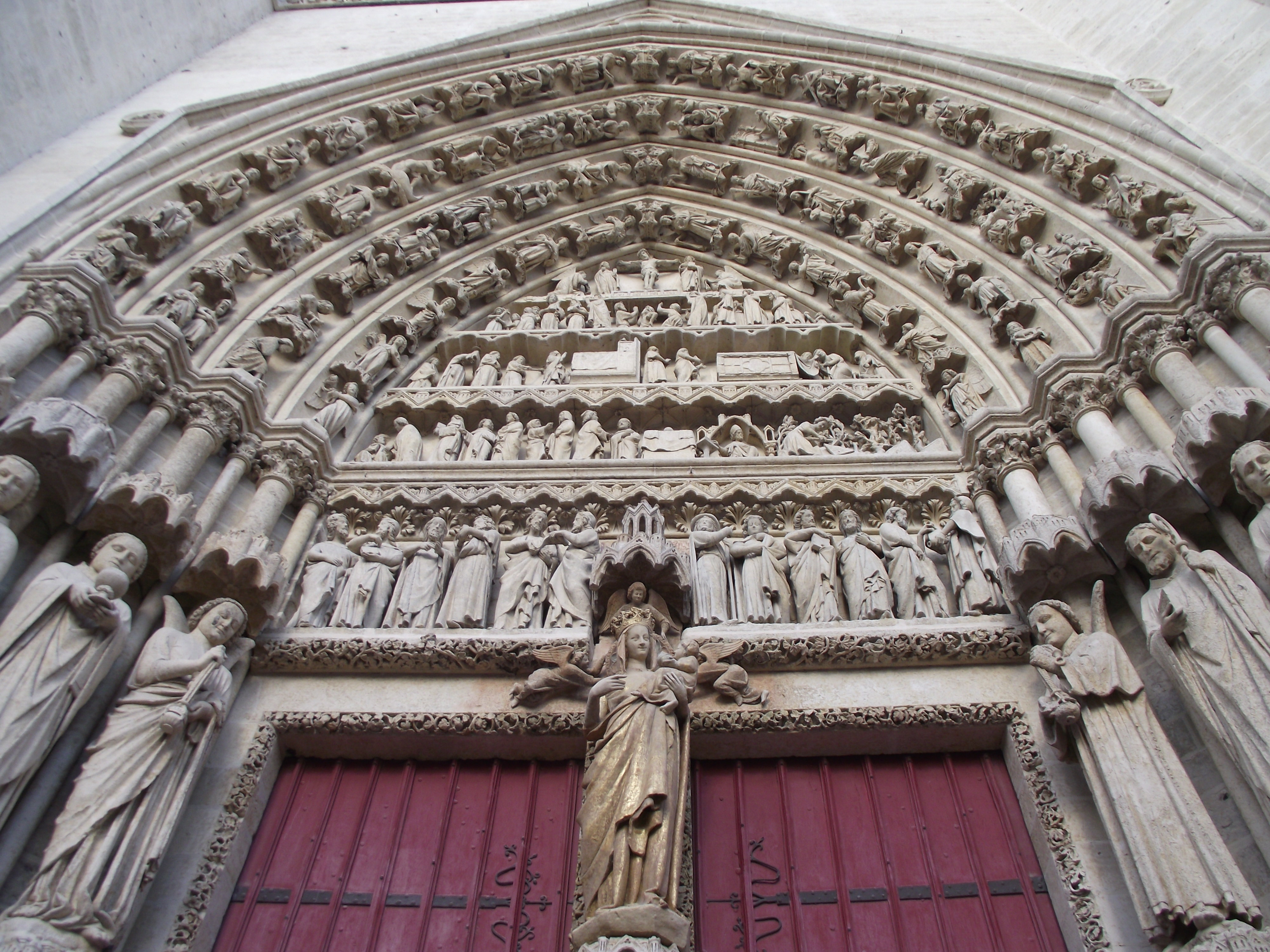
Portale sud con la statua della Vierge Dorée

### Interno

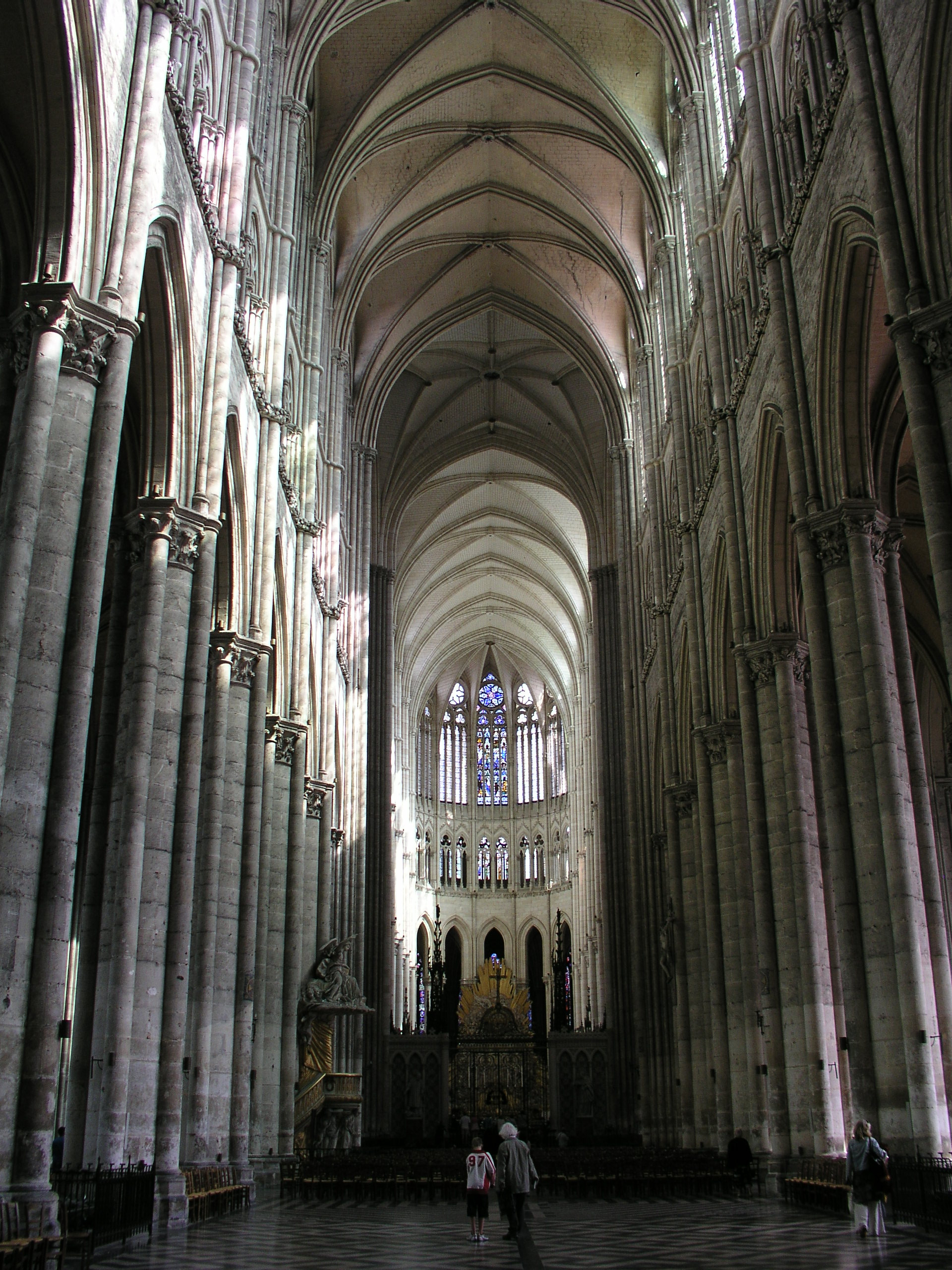
Interno

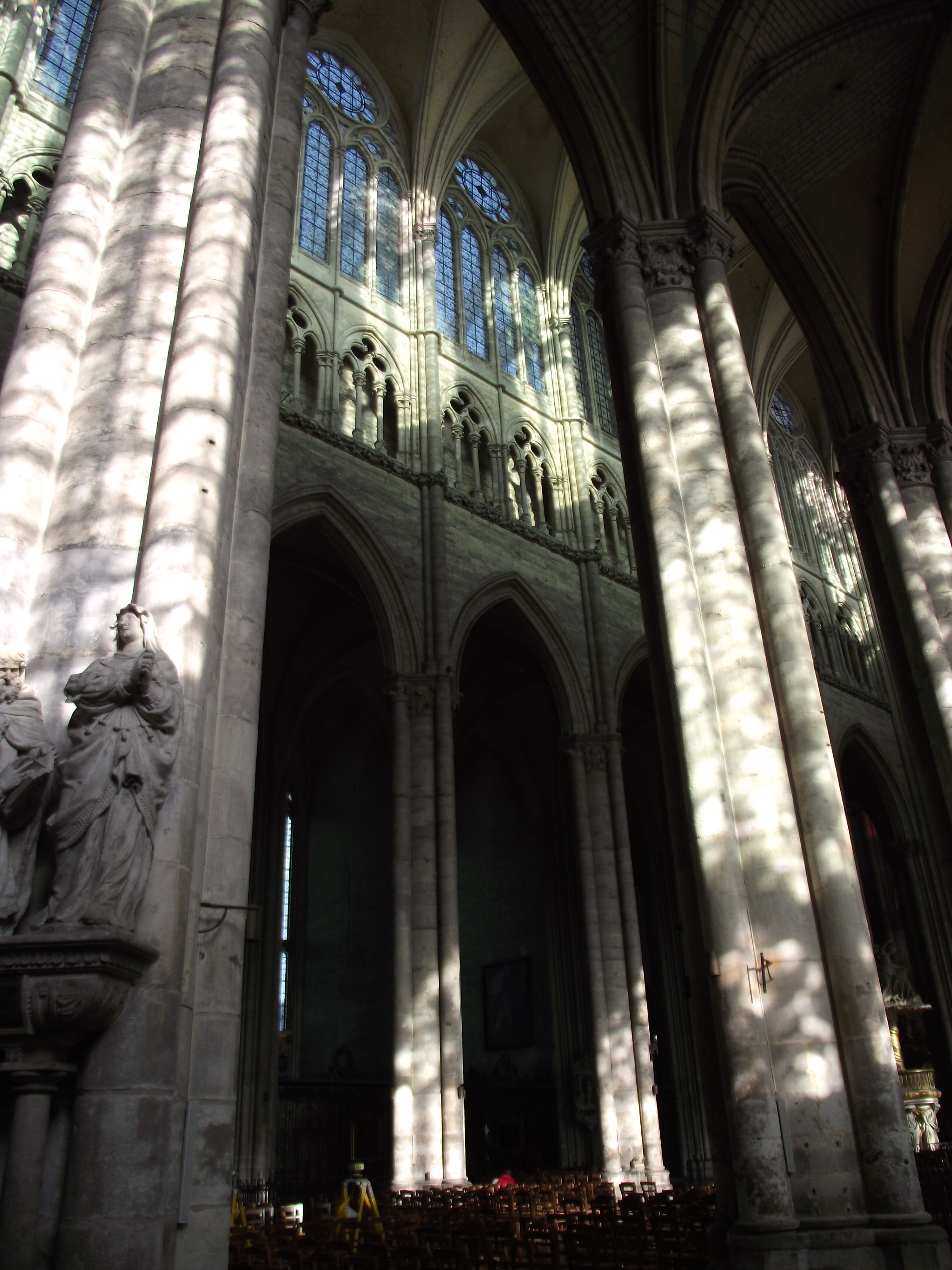
Veduta dell'interno con lo slancio dei pilastri

L'accesso e l'uscita dall'edificio sono resi possibili dalla presenza di nove portali, tre per ogni facciata (oltre alla principale, si contano due facciate minori in corrispondenza della navata trasversale).
L'edificio, in stile gotico ormai maturo, si estende secondo una struttura a croce latina, dotata di tre navate laterali lungo il corpo del braccio principale, schema che si ripropone nel transetto e che viene corredato di un'ulteriore navatella presso l'abside, la quale viene così ad essere dotata di un doppio deambulatorio interrotto da una serie di sette cappelle radiali. La cappella assiale, grazie all'aggiunta di due campate, acquisisce un'importanza estetica e strutturale peculiare. La navata centrale si estende per sette campate, mentre i bracci del transetto ampliano lo spazio interno di tra campate per ogni lato.
L'intera pianta dell'edificio richiama inoltre diverse analogie con la planimetria delle costruzioni, di poco precedenti, di Chartres e Reims.
Il coro, come in Notre-Dame de Paris e nella Cattedrale di Chartres, si presenta assai profondo, con un'estensione di quattro campate.
Nella parte anteriore è chiuso da un'opulenta transenna marmorea decorata con un motivo ad archi ciechi ogivali e, nella parte posteriore, da una ricca cancellata barocca in ferro battuto. All'interno del coro, lungo le pareti laterali e a ridosso della transenna anteriore, si trovano i pregevoli stalli lignei scolpiti del XVI secolo, in stile gotico. Al centro dell'abside, si trova il maestoso altare maggiore barocco in marmo e stucco, dominato dalla scultura raffigurante un Crocifisso in una gloria di angeli e nuvole.

#### Recinto del coro

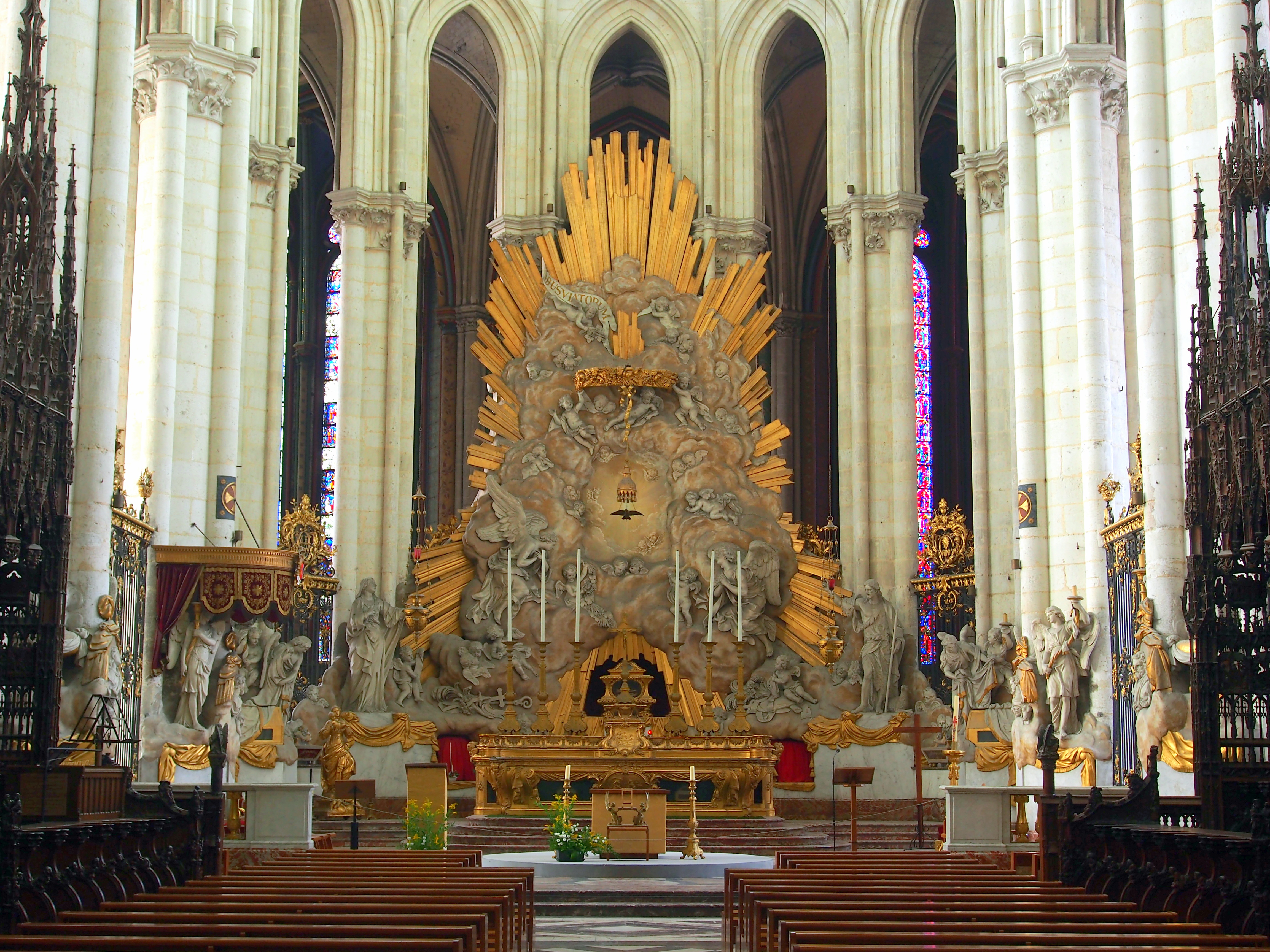
L'altar maggiore

All'inizio del XVI secolo, il decano del Capitolo, Adrien de Hénencourt, ambizioso mecenate, incarica lo scultore Antoine Ancquier di eseguire una sontuosa e imponente recinzione attorno al coro, col molteplice scopo di isolare il capitolo dal deambulatorio pullulante di rumorosi pellegrini, di raccontare a questi ultimi episodi della Vita dei Santi, e infine erigere una struttura atta a poter ospitare le tombe di cittadini illustri legati alla cattedrale.
Gli episodi religiosi sono stesi attraverso una serie di complicate scene scolpite e colorate che mostrano le storie chiave di alcuni Santi. Il recinto venne terminato solo verso il 1530.

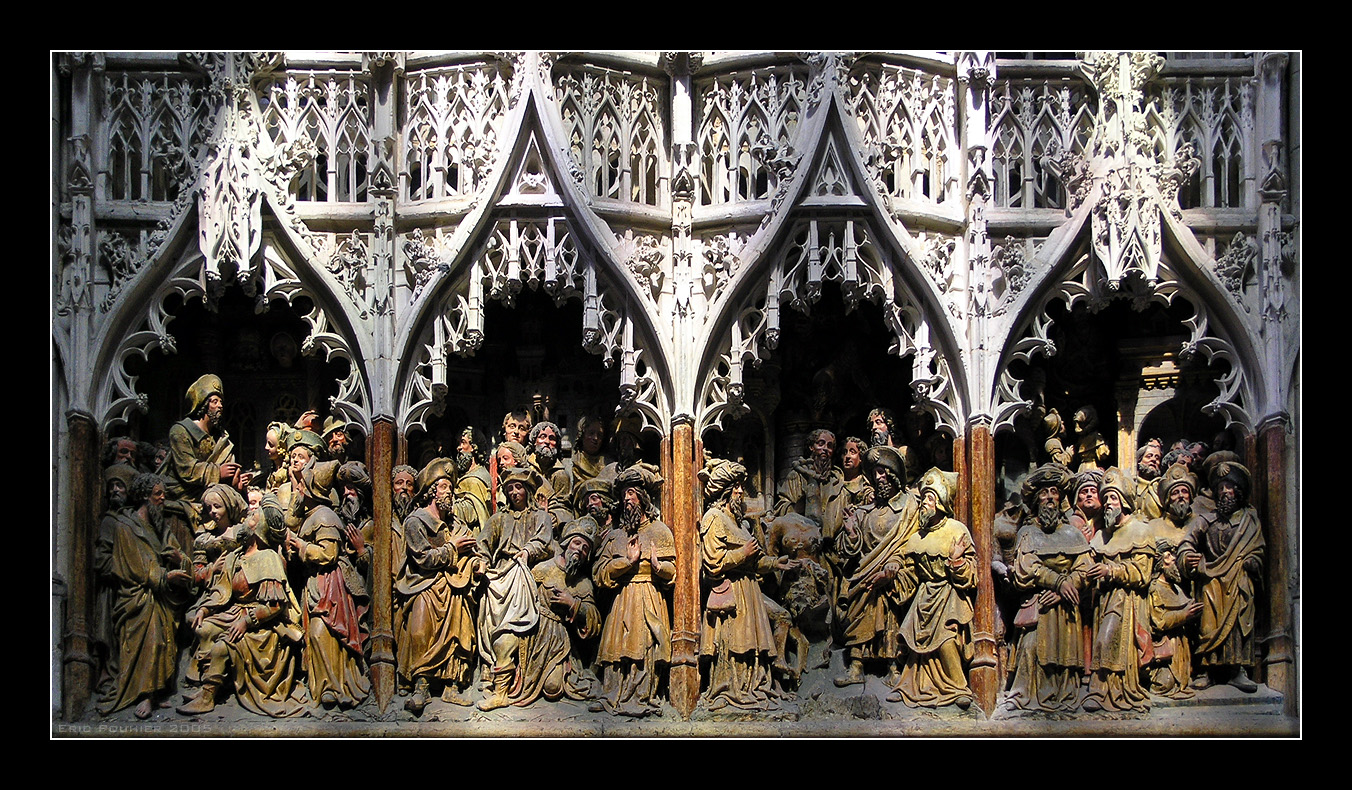
Veduta del recinto marmoreo cinquecentesco

Tuttavia nel XVIII secolo una grande campagna di lavori, volti al rinnovamento, fu intrapresa nella zona del coro. Fu in quest'occasione che tutta la parte posteriore del recinto marmoreo (jubé) venne sostituita dalle cancellate dorate barocche, lasciando solo la parte anteriore, verso il transetto, con le storie di San Firmino, nel lato sud, e di San Giovanni Battista in quello nord.
Le cancellate del coro furono realizzate dopo il 1755 su disegno del maestro francese, d'origine fiamminga, Michel-Ange Slodtz, ed eseguite dal mastro ferraio Jean Veyren detto Vivarais. È un mirabile lavoro più vicino all'oreficeria che non all'arte del ferro battuto. Completa tutta la parte posteriore del recinto del coro e chiude il transetto con una maestosa cancellata maggiore.
Il nuovo altar maggiore barocco fu installato nel 1751. Esso è sormontato da una gloria, gruppo scultoreo grandioso, occupante quasi tutta l'abside e composto di grandi sculture barocche (alla francese) ornate d'oro. Si tratta di un monumento unico che fu disegnato dall'architetto avignonese Pierre-Joseph Christophle e scolpito da Jean-Baptiste Dupuis.

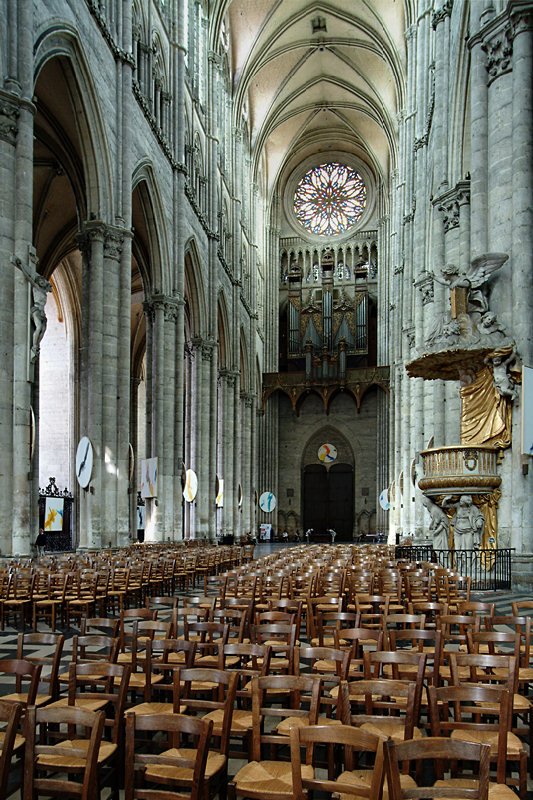
Interno verso la controfacciata
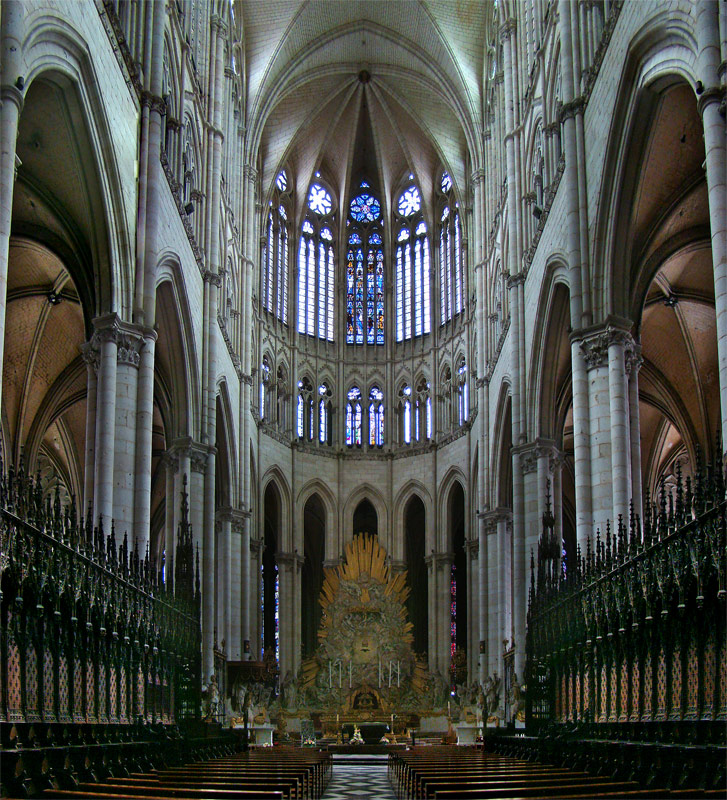
Interno del coro
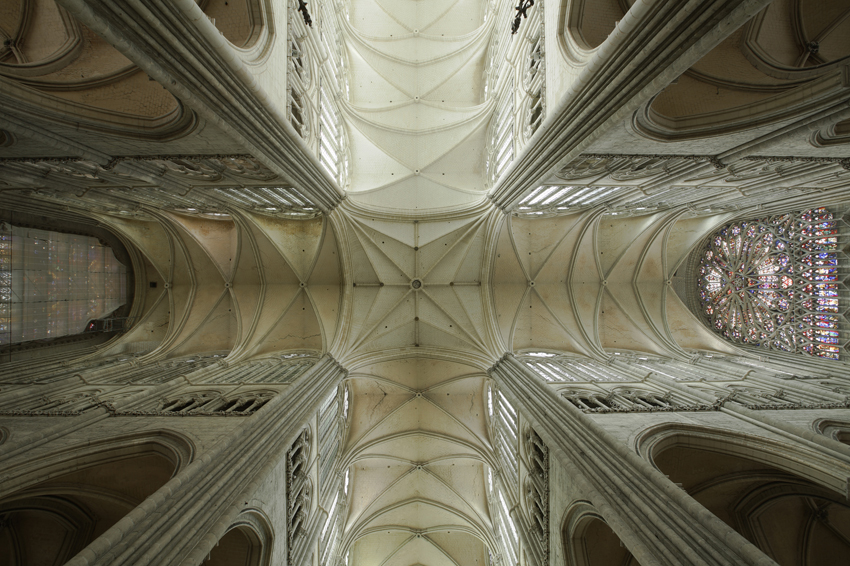
Le volte
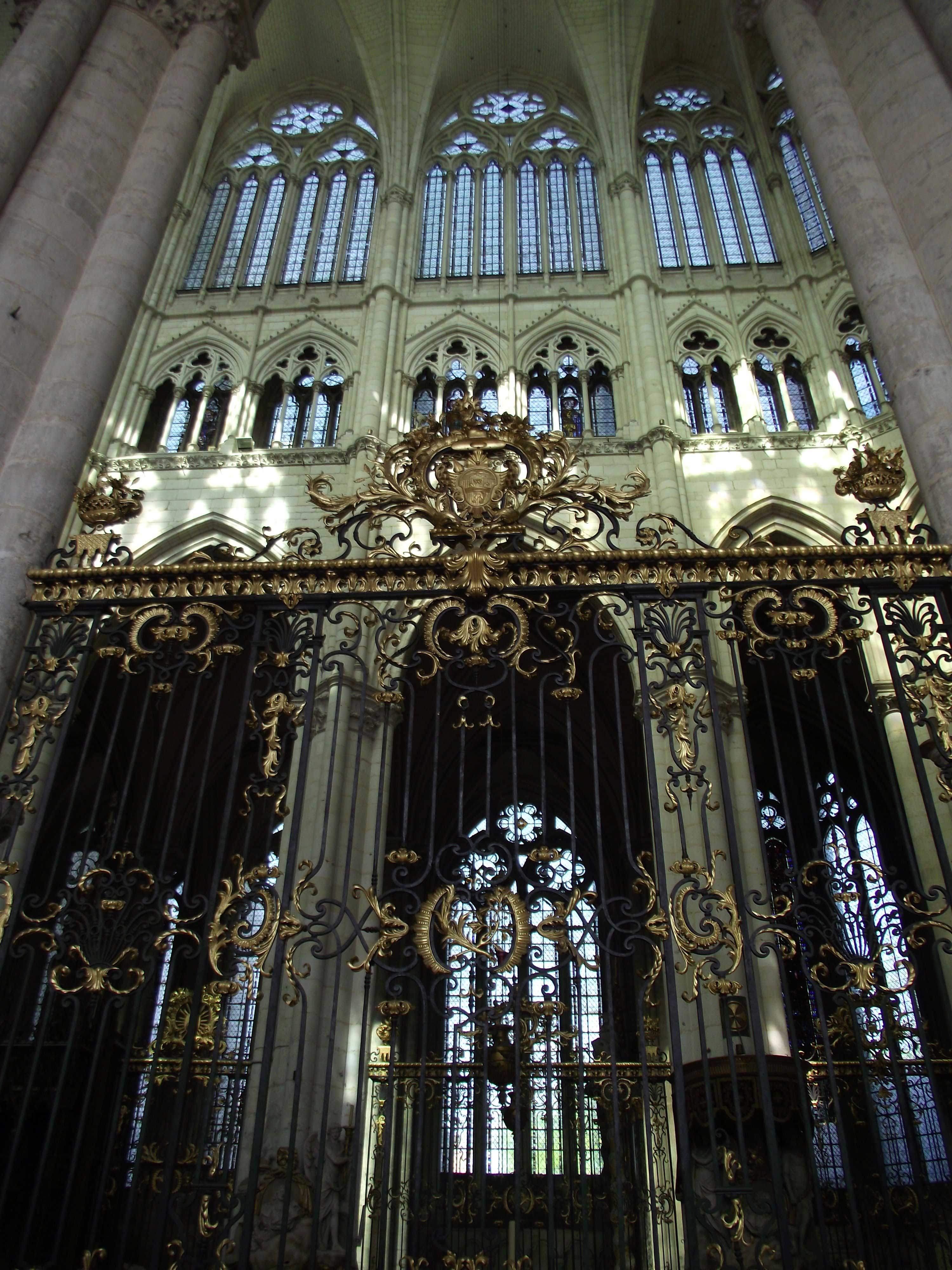
le cancellate settecentesche del coro

#### Le vetrate

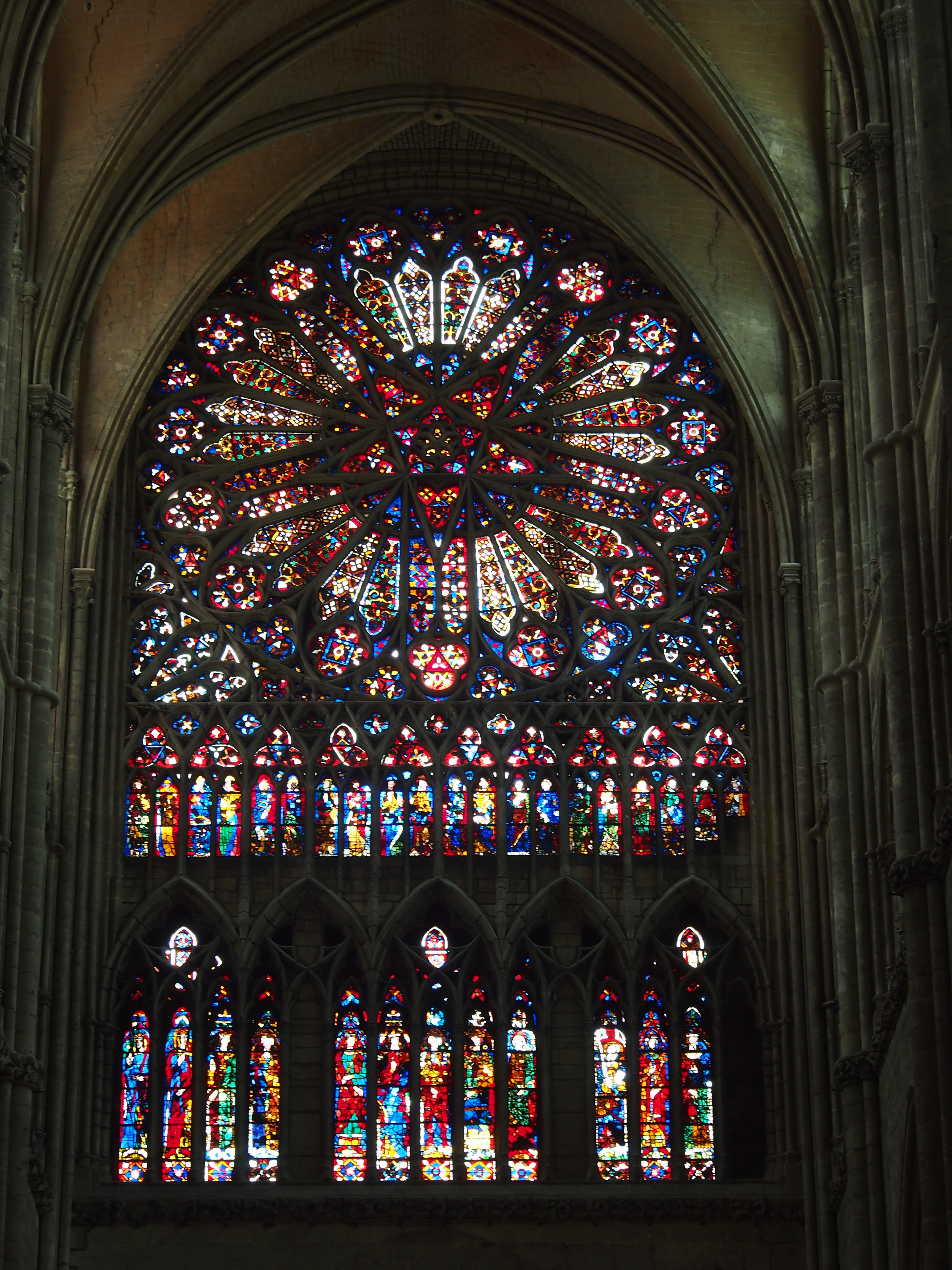
Il rosone del transetto nord

A questo tempio manca però l'elemento essenziale di ogni cattedrale gotica: le vetrate. Infatti gran parte di esse sono andate praticamente perdute durante la Seconda Guerra Mondiale, quando vennero smontate per essere portate in un luogo sicuro, e infine mai più ritrovate. Fanno eccezione alcune parti del XIV secolo, eccessivamente restaurati ma comunque preziose testimonianze di questa arte nei cent'anni trascorsi dalla meraviglia di Chartres.

#### Le sculture
Nel XIV secolo, il complesso scultoreo fu completato con una serie di figure di personaggi storici, come il re Carlo V il Saggio e suo figlio, il Delfino, addossate ai pilastri che separano le cappelle dal coro. Prive della solennità di quelle della facciata, ma dotate di un lirico naturalismo, rappresentano un contrasto che permette di apprezzare l'evoluzione della scultura negli ultimi secoli del Medioevo francese.
Tra il 1508 e il 1519, vennero intagliati i 110 stalli del coro, che ancora oggi si conservano come ulteriore dimostrazione della miracolosa sopravvivenza del patrimonio artistico di Amiens, dato che la maggior parte degli stalli delle altre cattedrali è andata distrutta durante la Rivoluzione. La cattedrale è ricca anche di sculture, altari e monumenti funebri in stile barocco, risalenti ai secoli XVII e XVIII; notevole il pulpito, situato nella navata centrale.
Appartenenti a un'epoca in cui la religione aveva perduto molto della sua solennità medievale, i temi degli stalli di Amiens sono essenzialmente popolari: mestieri, allegorie e leggende evangeliche narrate con una deliziosa abbondanza di particolari della vita quotidiana.

#### I dipinti

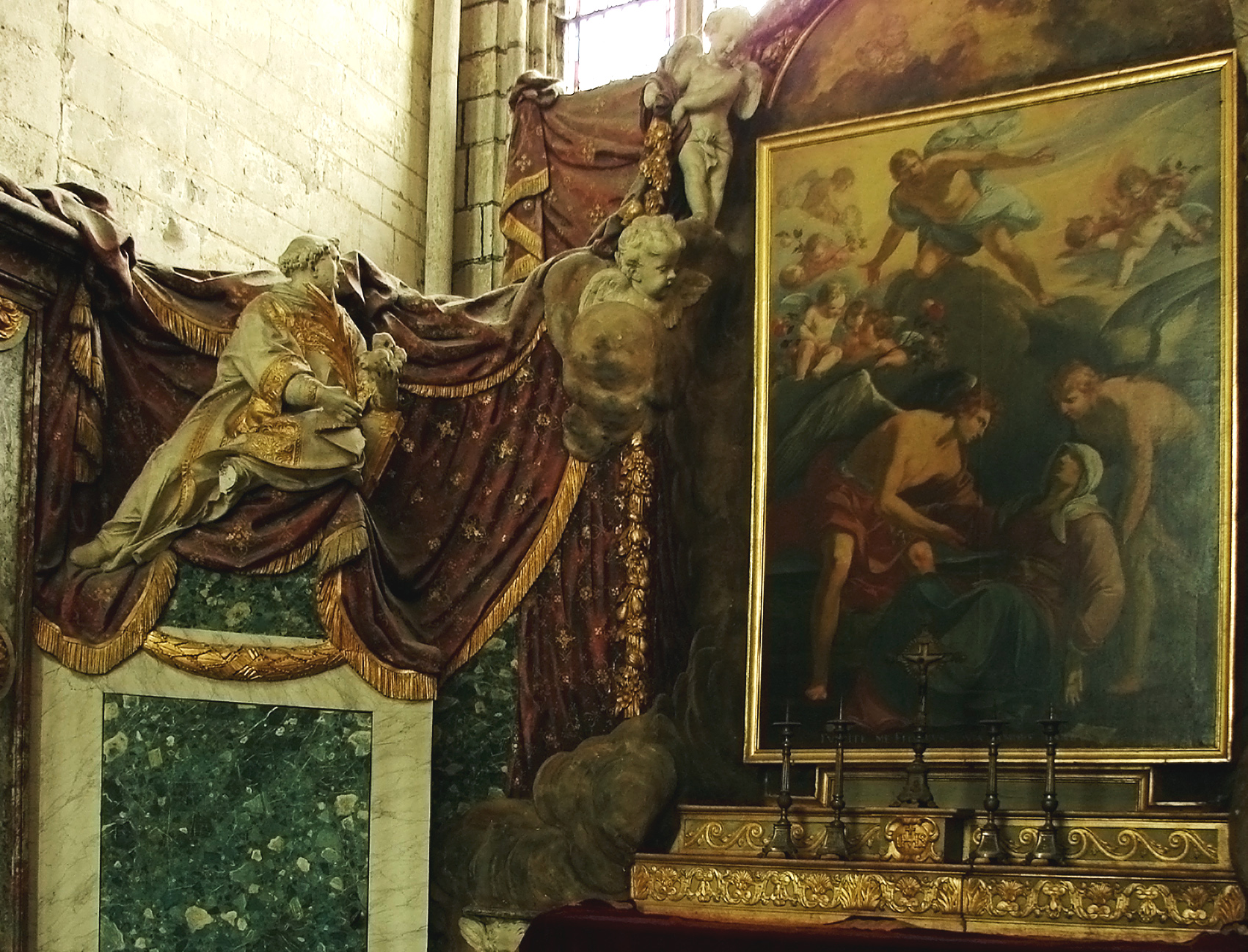
Cappella santo Stefano con la pala d'altare del 1628 di Laurent de La Hyre.

La cattedrale ospita affreschi cinquecenteschi (del 1506) raffiguranti le otto Sibille in una delle cappelle absidiali intitolata a saint Eloi. Tra le pale d'altare che decorano le cappelle della cattedrale sono degni di nota i dipinti secenteschi di Laurent de La Hyre (del 1628) e Frans Francken II.
Un tempo la cattedrale ospitava i cosiddetti Puys d'Amiens : un Puy era un quadro a soggetto religioso che veniva offerto ogni anno alla cattedrale dalla confraternita di Notre-Dame du Puy, fondata nel 1388 e sorta come società letteraria devota. La tradizione si mantenne dal 1452 al 1696 e i dipinti avevano sempre come tema un episodio della vita di Maria, a cui era intitolata la confraternita. La maggior parte dei Puy preseverati fino ai nostri giorni sono ormai esposti nel vicino musée de Picardie, il museo di Belle Arti di Amiens, sebbene qualcuno sia ancora conservato nella collocazione originale all'interno della cattedrale.

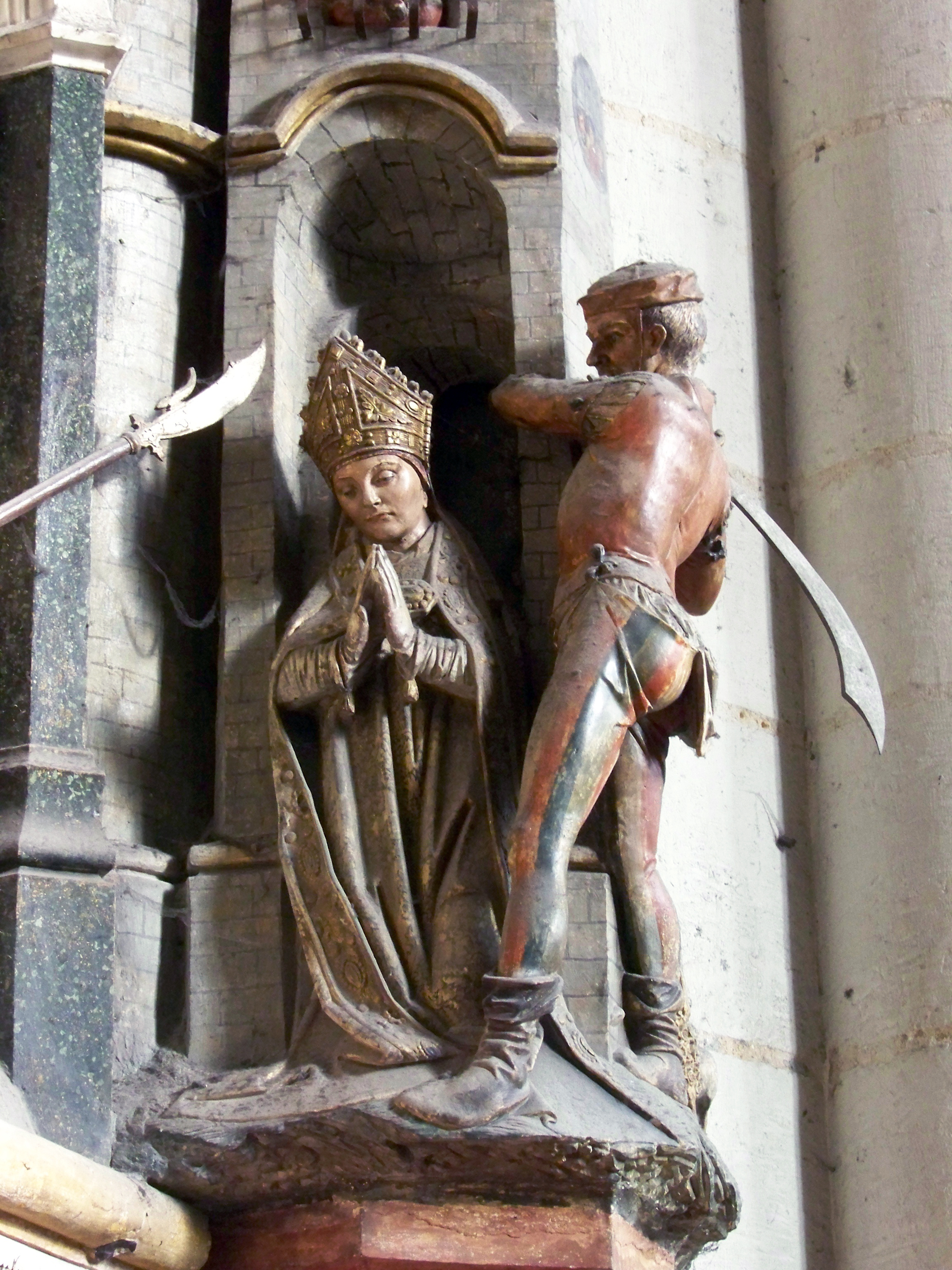
Il martirio di San Firmino
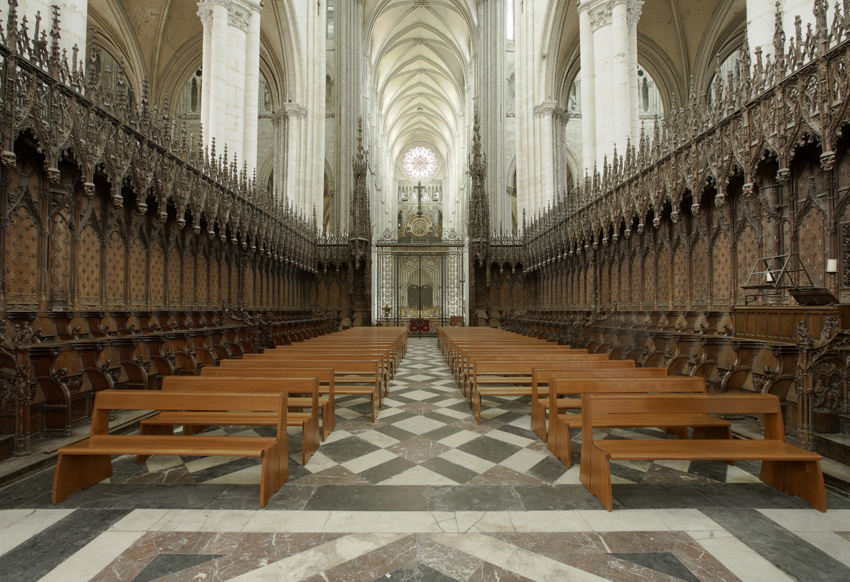
Gli stalli lignei del coro
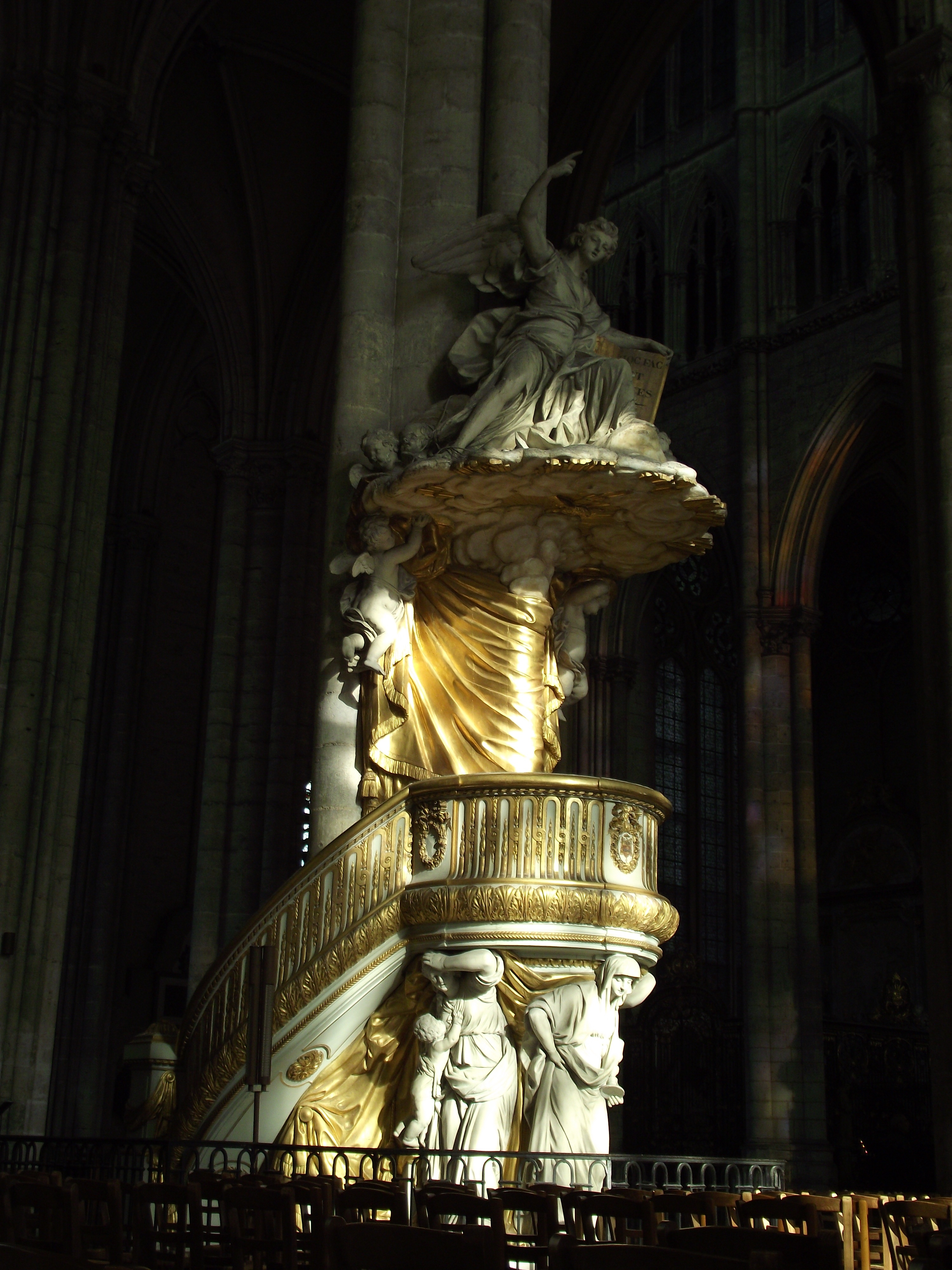
Il pulpito barocco
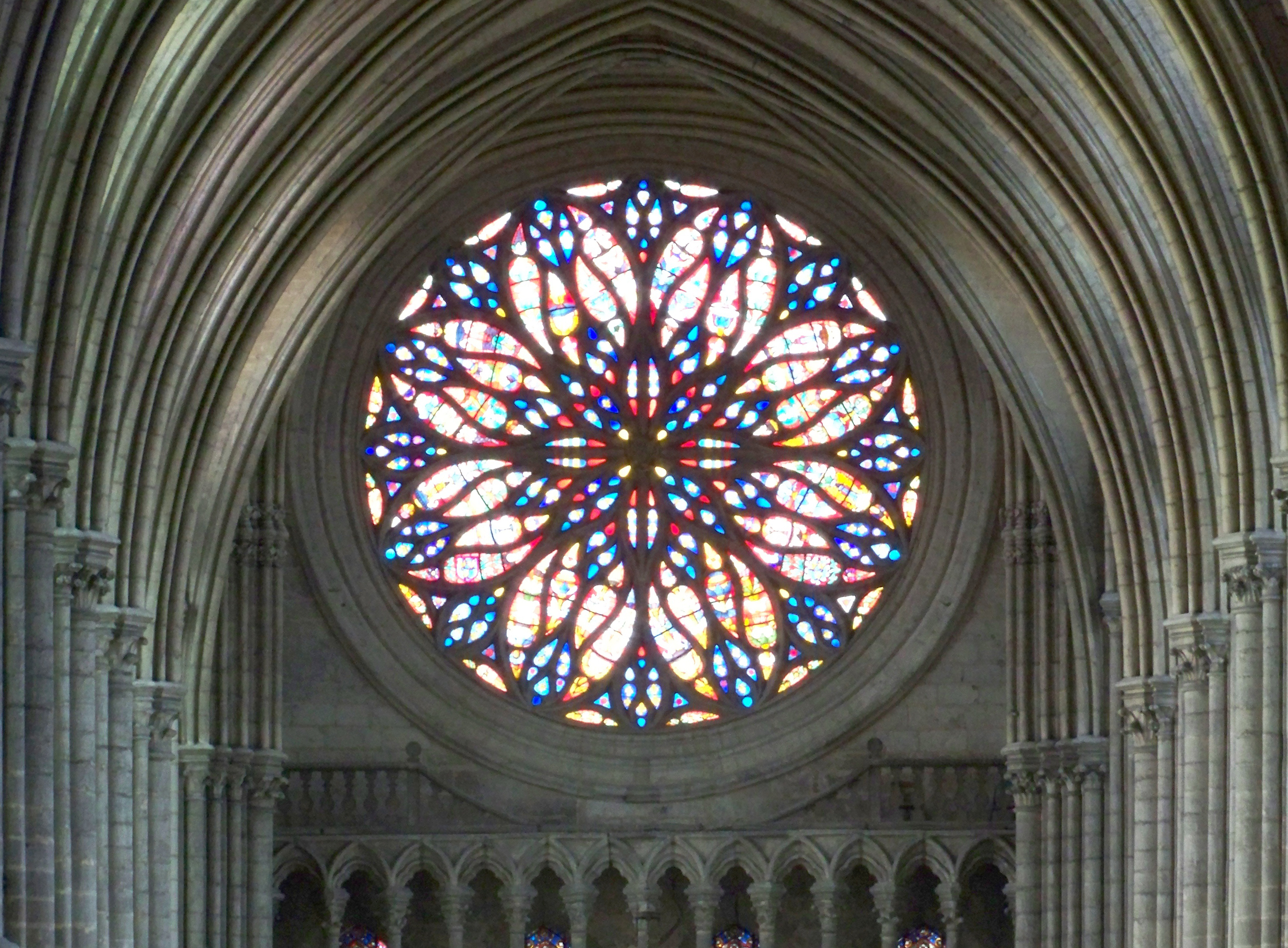
Il rosone principale

### Organi a canne

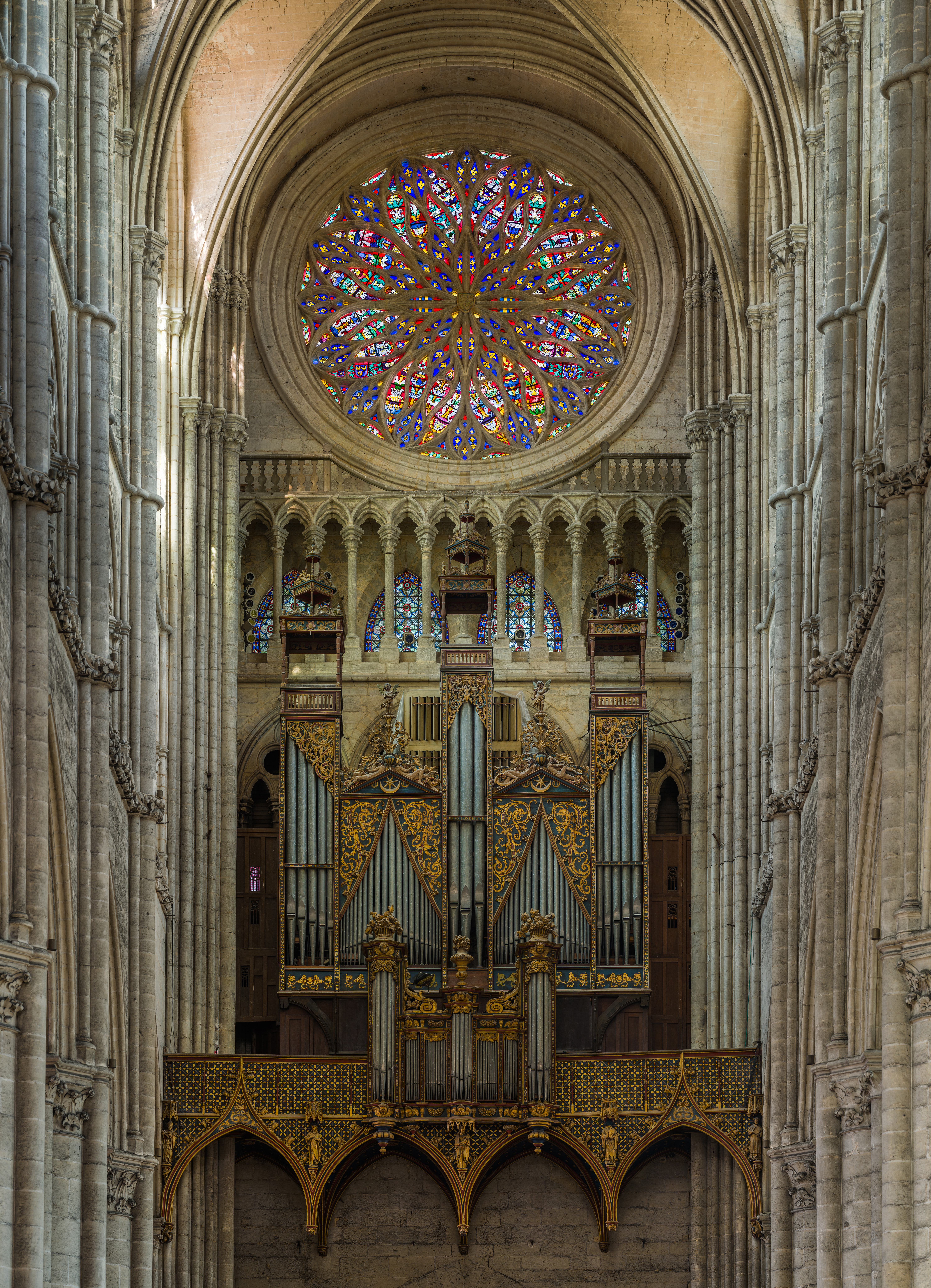
L'organo maggiore

L'organo a canne principale della cattedrale si trova sulla cantoria in controfacciata ed è l'opus 620 di Aristide Cavaillé-Coll, costruito nel 1887-1889 ed inaugurato il 20 dicembre 1889 da Alexandre Guilmant. Lo strumento riutilizza elementi di organi precedenti, quali parte del materiale fonico e la cassa lignea gotica, classificata monumento storico di Francia insieme alla cantoria coeva, realizzata nel 1429-1431 e sopraelevata nel 1549, mentre il positivo tergale è del 1620. Edmond Alexandre Rœthinger ha compiuto dei restauri nel 1936 e nel 1965. L'organo è a trasmissione meccanica con leva Barker e dispone di 57 registri; la sua consolle e a finestra ed ha tre manuali e pedale.
Un secondo strumento si trova nel coro, sotto la terza arcata di sinistra, integrato dietro gli stalli lignei. Costruito nel 1851 dalla ditta Ducroquet-Barker e modificato da Rœthinger nel 1963, ha 16 registri su due manuali e pedale ed è a trasmissione meccanica.

### Misure e dimensioni
La Cattedrale di Amiens è la chiesa più grande di Francia. I dati sotto riportati suggeriscono un'idea delle dimensioni esibite dall'edificio.
| Parametro                                              | Misura           |
| ------------------------------------------------------ | ---------------- |
| Lunghezza esterna                                      | 145 m            |
| Lunghezza interna                                      | 133,50 m         |
| Larghezza della navata centrale tra i pilastri         | 12,15 m          |
| Larghezza della navata centrale al centro dei pilastri | 14,60 m          |
| Larghezza delle navate laterali al centro dei pilastri | 6,07 m           |
| Larghezza esterna del transetto                        | 70 m             |
| Larghezza interna del transetto                        | 62 m             |
| Altezza della navata centrale                          | 42,30 m          |
| Altezza della Flèche                                   | 112,70 m         |
| Altezza della Torre nord                               | 68,19 m          |
| Superficie coperta                                     | 7 700 m²         |
| Volume complessivo                                     | circa 200 000 m³ |

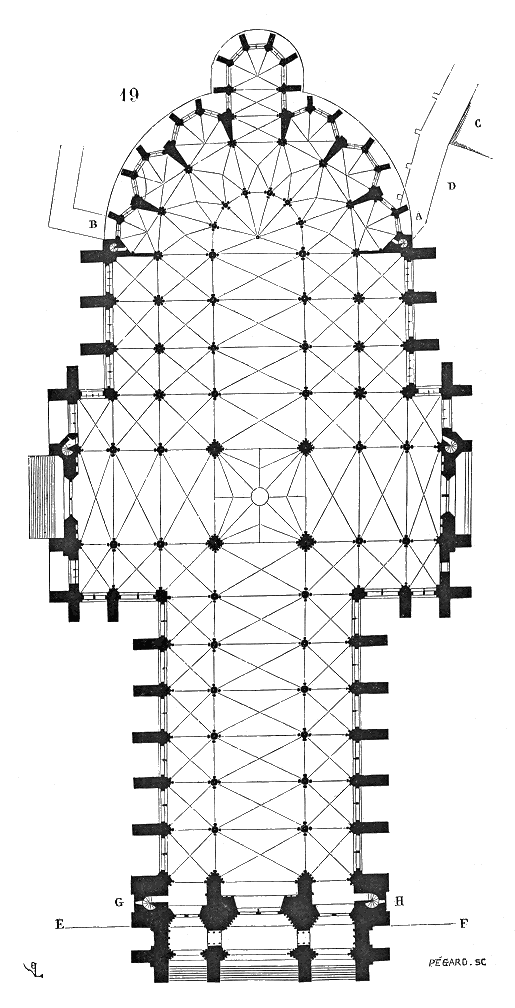
Pianta
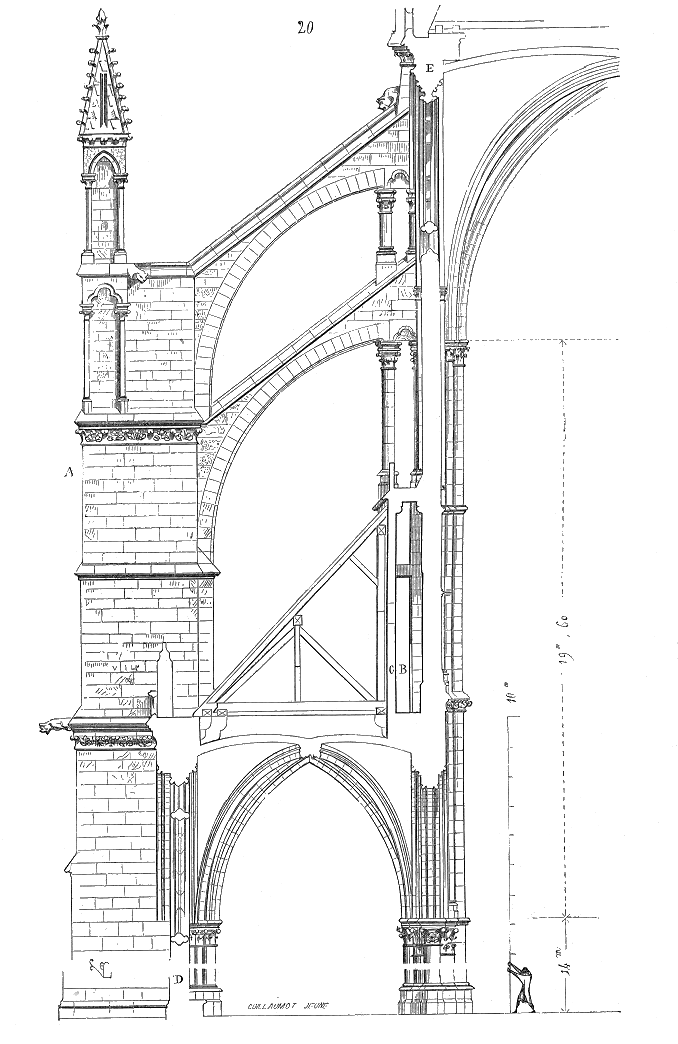
Sezione trasversale
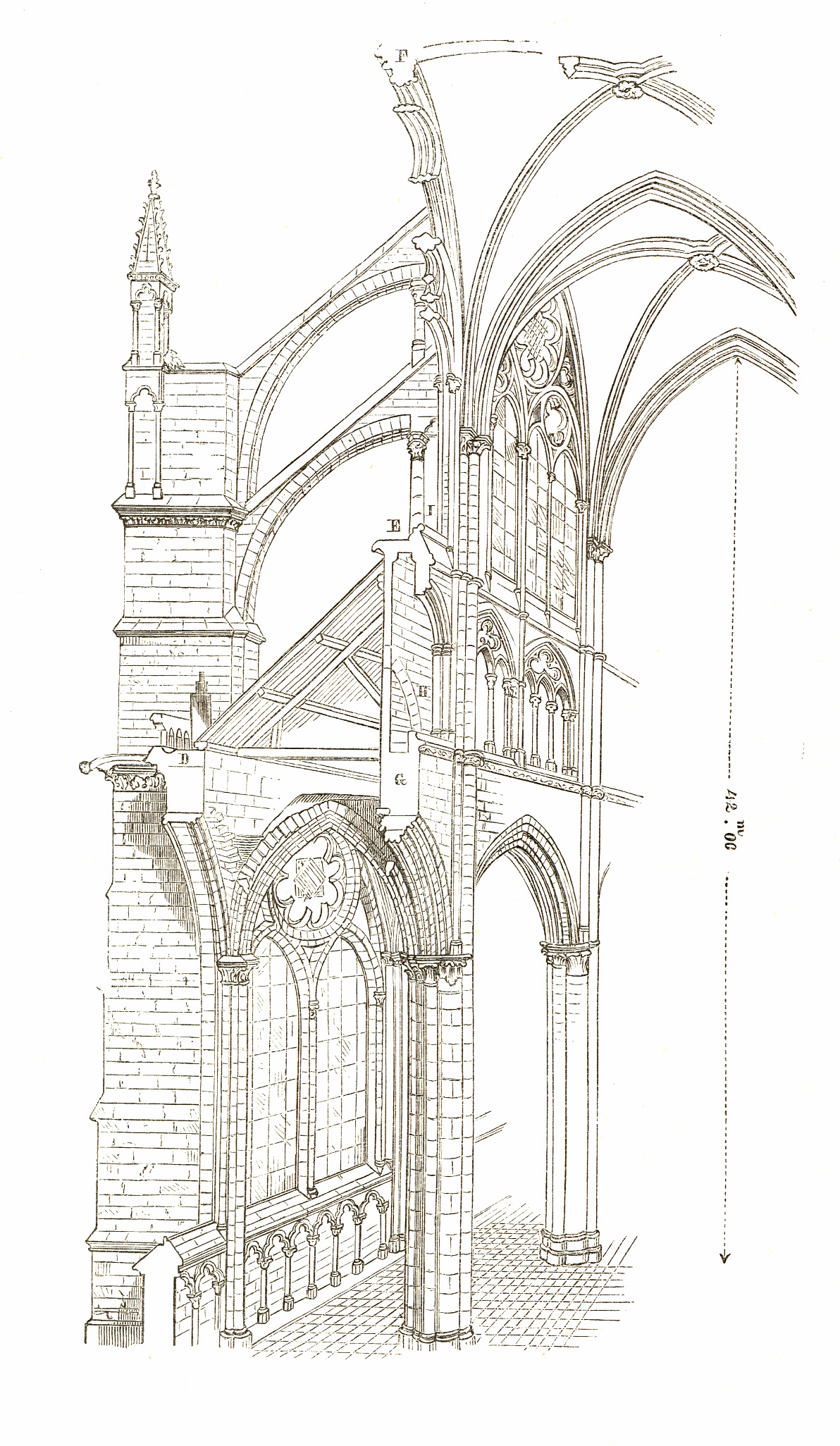
Sezione isometrica
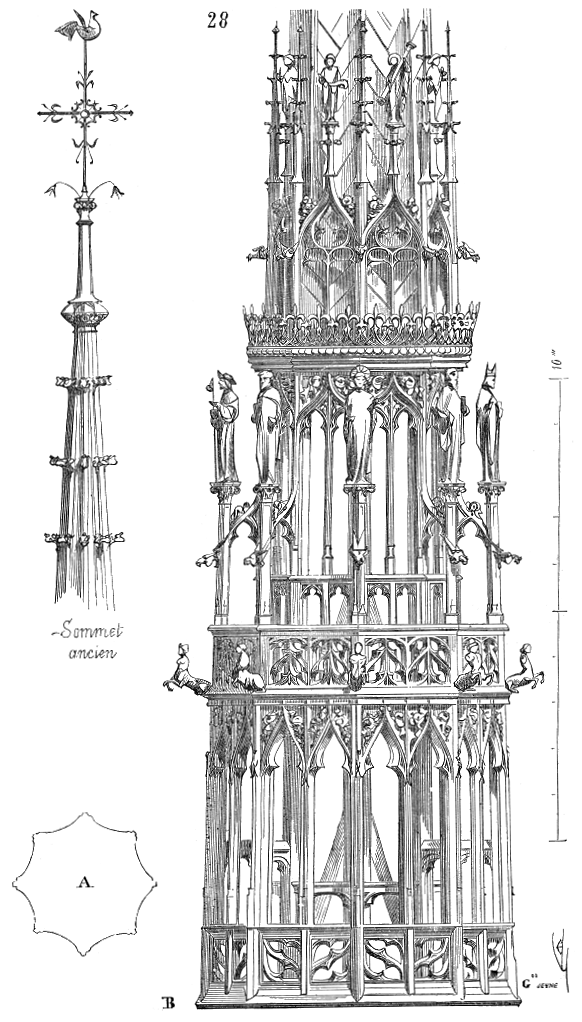
Schema della flèche